# Busverkehr in Dresden
Der tägliche Busverkehr in Dresden wird hauptsächlich von der Dresdner Verkehrsbetriebe AG (DVB) mit ihren Subunternehmen getragen. Des Weiteren sind ihm vor allem die Busverkehrsleistungen der regionalen Busunternehmen zuzuordnen. Das sind vordergründig die Stadtbusverkehre aus den angrenzenden Städten Freital und Heidenau, letztere als Linien des Stadtverkehrs Pirna. So wird seit 1974 die (heutige) Buslinie 160 im Plauenschen Grund (ursprünglicher Ersatz für die Plauensche Grundbahn), 166 seit den 2000er Jahren zunächst aus Freital-Burgk kommend nach Coschütz und 162 vom S-Bahnhof Dobritz aus über Kreischa, Possendorf, Freital und Kesselsdorf, also ab Lockwitz außerhalb Dresdens, und dann nach Dresden zurück (Gompitz, Gompitzer Höhe) des Freitaler Stadtverkehres sowie die Buslinie H/S (die beiden Buchstaben stehen für die ursprünglichen Endpunkte Sonnenstein in Pirna, auch heute noch, und Heidenau), bis Prohlis, Gleisschleife, im Dresdner Stadtverkehr im Rahmen des Verkehrsverbundes Oberelbe (VVO) betrieben. Zum täglichen Busverkehr kommen zahlreiche Regionalbuslinien, vor allem des Regionalverkehrs Sächsische Schweiz-Osterzgebirge, die nach Gründung des VVO 1994 insbesondere in den letzten Jahren zunehmend in den Stadtverkehr eingebunden wurden.
Seit der Liberalisierung des Busmarktes 2013 wird Dresden durch zahlreiche Fernbuslinien national wie international bedient.
Die Vorläufer des heutigen Busverkehrs sind bis auf 1705 zurückzuführen, der Gründung der heute noch bestehenden Ratschaisenträger zu Dresden, auf Pferdeomnibuslinien ab 1838, eine erste (motorisierte) „Überlandlinie“ 1912 und schließlich 1914 der ersten städtischen Buslinie. Zur Geschichte gehören auch der Betrieb der gleislosen „Haide-Bahn“ 1903/04, der O-Bus-Betrieb 1947 bis 1975, die Ereignisse der beiden Weltkriege und die Umwälzungen nach 1990. Der Dokumentation und Erhaltung widmet sich der Verein „Historische Kraftfahrzeuge des Dresdner Nahverkehrs e. V.“, eine zusammenfassende oder Gesamtdarstellung zum Busverkehr in Dresden liegt mit Stand 2019 nicht vor.
Auslastungsstärkste Buslinie ist die Buslinie 61 von Löbtau aus, die während der Semesterzeit große Teile der Studenten der Technischen Universität Dresden befördert und insbesondere während dieser Zeit pro Tag mehr Fahrgäste hat, als alle drei Dresdner S-Bahn-Linien zusammengenommen.

## Gegenwärtiger Busverkehr in Dresden

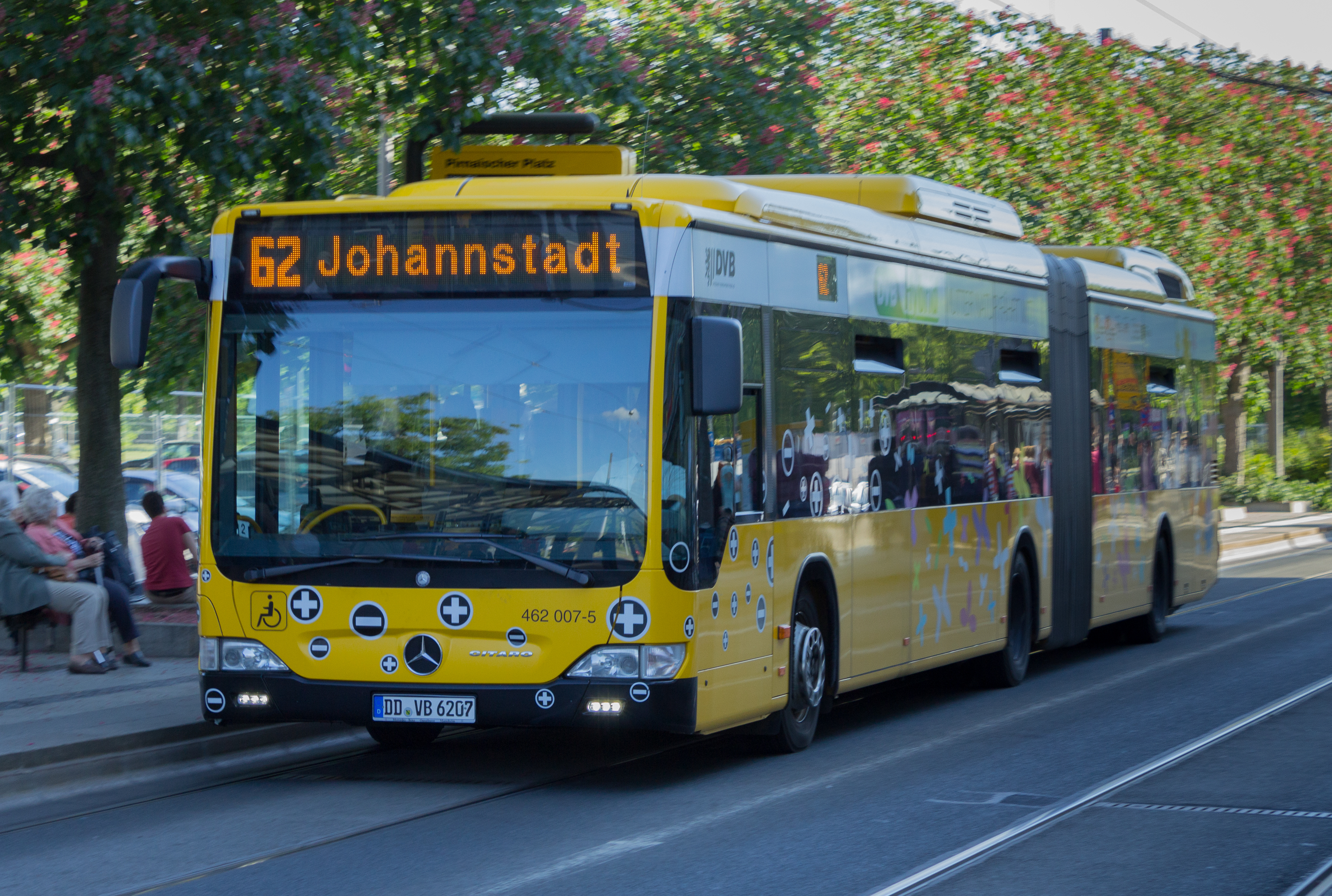
Hybridgelenkbus der Linie 62 am Pirnaischen Platz

### Dresdner Verkehrsbetriebe 2025
Die Dresdner Verkehrsbetriebe tragen die Hauptlast des innerstädtischen Busverkehrs. Nach eigenen Angaben betrieben sie in ihrem Einzugsgebiet gemeinsam mit den beauftragten Subunternehmern am 31. Dezember 2020 insgesamt 29 Buslinien mit einer Gesamtlinienlänge von 321 Kilometern und 464 Haltestellen (davon 107 gemeinsam mit der Straßenbahn) bei einem mittleren Haltestellenabstand von 462 Metern. Die längste Buslinie (78) ist 24,3 Kilometer lang, die kürzeste (74) 1,3 Kilometer. Als mittlere Reisegeschwindigkeit gaben die DVB für das Busnetz 20,2 km/h zum Stichtag am 31. Dezember 2020 an.
Für den Betrieb dieses Netzes stehen insgesamt 155 Fahrzeuge folgender Typen zur Verfügung:
- 18 Mercedes-Benz eCitaro, Elektro-Gelenkbus
- 2 Mercedes-Benz eCitaro, Elektro-Solobus
- 40 Mercedes-Benz Citaro G (C2), Diesel-Gelenkbus
- 30 MAN Lion’s City 18, Diesel-Gelenkbus
- 8 MAN Lion’s City 12 (davon ein Fahrschulwagen), Solobus
- 28 Mercedes-Benz CapaCity L, vierachsiger Großraum-Gelenkbus
- 26 MAN Lion’s City GL (A40), Gelenkbus
- 1 Solaris Urbino 12 electric, Elektro-Solobus

Seit dem 11. August 2025 verkehren folgende Linien, wobei die 60er-Linien entsprechend dem Linienkonzept von 2009 mit einem 10-Minuten-Takt (oder kürzer) auf dem Stammabschnitt verkehren, die Linien ab Liniennummer 70 aufwärts weisen zum Teil deutlich größere Taktabstände auf:
| Linie      | Linienverlauf | Länge in km | Fahrzeit (HVZ) in Minuten |
| ---------- | --- | ----------- | ------------------------- |
| 61         | Löbtau, Tharandter Straße – Südvorstadt – Tiergartenstraße – Striesen – Bühlau, Ullersdorfer Platz – Weißig, Einkaufszentrum / Fernsehturm                                | 20,2 / 19,3 | 64 / 59                   |
| 62         | Dölzschen / Löbtau Süd, Mohorner Straße – S-Bahnhof Plauen – Prager Straße – Johannstadt                                                                                  | 10,6 / 8,0  | 38 / 30                   |
| 63         | Löbtau, Tharandter Straße – Zschertnitz – Strehlen – Striesen – Pillnitz, Schloss                                                                                         | 23,9        | 69                        |
| 64         | Reick, Hülße-Gymnasium – Gruna – Striesen, Spenerstraße – Waldschlößchen – Neustadt – Pieschen – Kaditz, Am Vorwerksfeld                                                  | 19,0        | 64                        |
| 65         | Blasewitz, Schillerplatz – Seidnitz – Reick – Dobritz – Altleuben – Heidenau, Bahnhof / Luga                                                                              | 13,5 / 13,2 | 42 / 43                   |
| 66         | Nickern, Alter Postweg / Lockwitz – Prohlis – Hauptbahnhof – Südhöhe – Mockritz / Coschütz (– Burgk, Zschiedge als Linie 66 / – Freital, Deuben Busbahnhof als Linie 166) | 19,3 / 19,0 | 53                        |
| 68         | Cossebaude, Bahnhof / Niederwartha, Haltepunkt – Cotta – Postplatz – Prager Straße – Strehlen – Leubnitz – Leubnitzer Höhe – Goppeln                                      | 20,8 / 22,3 | 63 / 65                   |
| 70         | Gompitz, Gompitzer Höhe – Cotta – Pieschen – Bahnhof Klotzsche | 22,5        | 64                        |
| 72         | ElbePark – Altkaditz – Radebeul – Boxdorf, Am Grunde – Hellerau – Klotzsche, Infineon                                                                                     | 17,0        | 42                        |
| 73         | Wilder Mann – Wurzener Straße | 3,0         | 11                        |
| 74         | Waldschlößchen – Jägerpark, Heideblick | 1,3         | 6                         |
| alita * 76 | S-Bahnhof Pieschen – Trachenberger Platz – Trachenberge, JVA | 3,2         | 7                         |
| 77         | Klotzsche, Infineon – Flughafen – Klotzsche, Industriegebiet Nord / – Weixdorf – Marsdorf, Zum Spitzeberg                                                                 | 11,5        | 30                        |
| 78         | Wilschdorf, Industriegebiet – Bahnhof Klotzsche – Bahnhof Langebrück – Schönborn, Am Hofgut – Bahnhof Radeberg / – Grünberg – Ottendorf-Okrilla, Bahnhof Süd              | 22,5 / 23,9 | 49 / 50                   |
| 79         | Mickten – Übigau, Mengsstraße | 2,6         | 8                         |
| 80         | Omsewitz – Cotta – Pieschen – Boxdorf – Flughafen – Bahnhof Klotzsche | 23,9        | 65                        |
| 81         | Bahnhof Neustadt – Hellerberge – Wilschdorf, Industriegebiet | 9,4         | 22                        |
| 83         | Pillnitz, Leonardo-da-Vinci-Straße – Graupa, Tschaikowskiplatz – Bonnewitz                                                                                                | 7,2         | 17                        |
| 84         | Blasewitz, Schillerplatz – Rochwitz – Bühlau, Ullersdorfer Platz | 9,5         | 25                        |
| 85         | Striesen, Niederwaldplatz – Gruna – Strehlen – Löbtau Süd, Mohorner Straße                                                                                                | 11,1        | 35                        |
| 86         | Heidenau, Bahnhof – Laubegast – S-Bahnhof Dobritz – Prohlis – Lockwitz – Kreischa                                                                                         | 20,4        | 48                        |
| 87 *       | Emanuel-Goldberg-Platz – Tolkewitz – Reick – Leubnitz – Mockritz, Otto-Pilz-Straße                                                                                        | 8,7         | 27                        |
| 88         | Kleinzschachwitz, Fähre – Niedersedlitz – Prohlis – Kauscha – Goppeln | 9,3         | 25                        |
| 89         | Niedersedlitz – Lockwitz – Röhrsdorf, Am Landgut | 5,2         | 13                        |
| 90         | Löbtau, Tharandter Straße – Naußlitz – Pesterwitz – Gompitz, Gompitzer Höhe                                                                                               | 8,7         | 26                        |
| 92         | Cotta, Gottfried-Keller-Straße – Ockerwitz | 3,2         | 8                         |
| alita 95   | Cossebaude, Bahnhof – Niedergohlis – Cossebaude, Bahnhof | 5,3         | 9                         |
| alita 97   | Leutewitz – Zschonergrundmühle | 2,2         | 5                         |

Für die Abstellung der Busse ist vorrangig der zentrale Busbetriebshof in Gruna vorgesehen, in dem auch Wartungs- und Betankungseinrichtungen vorhanden sind. Von den 141 Bussen können 116 in offenen und geschlossenen Abstellhallen abgestellt werden. Der Betriebshof Gruna ersetzte den alten Betriebshof Blasewitz an der Heinrich-Schütz-Straße sowie die Abstellanlagen an der Ferdinand-Avenarius-Straße und an der Albertbrücke. Des Weiteren werden aktuell Busse auf den Freiflächen des Straßenbahnhofs Trachenberge sowie in Gorbitz abgestellt. Im Betriebshof Trachenberge bewahrt der Verein Historische Kraftfahrzeuge des Dresdner Nahverkehrs e. V. überdies historische Busse und Arbeitsfahrzeuge.
Die Linie 99 (Postplatz – Kongresszentrum – Messe) gibt es prinzipiell immer noch, seit ihrer Einführung zur Linienreform 2009 wurde sie jedoch kein einziges Mal aufgrund geringer Nachfrage betrieben, da seit Mai 2011 ebenfalls die Straßenbahnlinie 10 zur Messe Dresden verkehrt. Laut der DVB kann die Linie 99 von Veranstaltern gebucht werden.

### Müller Busreisen 2024
Das Unternehmen Müller Busreisen betreibt im Schönfelder Hochland unter anderem die drei Buslinien 98A, 98B und 98C, deren Bestand der Gemeinde Schönfeld-Weißig bei deren Eingemeindung im Eingemeindungsvertrag 1998 zugesichert wurde. Die bis dahin zahlenlosen Buslinien wurden in die letzte noch mögliche freie Liniennummer im zweistelligen System eingereiht und zur Unterscheidung innerhalb der einzelnen Linien mit ergänzenden Buchstaben versehen. Diese Durchbrechung der Liniensystematik im Dresdner Stadtgebiet ist allerdings nicht neu.
| Linie | Linienverlauf                                             | Länge in km | Fahrzeit (HVZ) in Minuten |
| ----- | --------------------------------------------------------- | ----------- | ------------------------- |
| 98A   | Weißig – Gönnsdorf – Pappritz – Niederpoyritz             | 7,0         | 18                        |
| 98B   | Weißig – Schönfeld – Rockau – Cunnersdorf – Niederpoyritz | 16,0        | 37                        |
| 98C   | (Weißig –) Schönfeld – Borsberg                           | 7,0         | 13                        |

### Satra Eberhardt 2024
Satra Eberhardt, ein Unternehmen der Unternehmensgruppe Eberhardt, erbringt neben Leistungen als Subunternehmer für die Dresdner Verkehrsbetriebe auf verschiedenen Linien auch unter eigener Konzession Linienleistungen auf den Linien 91 und 93, die am Stadtrand zur Erschließung zahlreicher Dörfer innerhalb der Ortschaften Cossebaude, Mobschatz und Gompitz mit Anschluss an das Straßenbahn- und Stadtbusnetz verkehren.
| Linie | Linienverlauf                                           | Länge in km | Fahrzeit (HVZ) in Minuten |
| ----- | ------------------------------------------------------- | ----------- | ------------------------- |
| 91    | Cotta – Briesnitz – Rennersdorf – Gompitz               | 16,6        | 35                        |
| 93    | Cotta – Briesnitz – Mobschatz – Cossebaude – Oberwartha | ?           | ?                         |

### Regionaler Busverkehr in Dresden
In Dresden folgende Linien regionaler Verkehrsunternehmen, die auch innerstädtische Verkehrsaufgaben wahrnehmen (von Nordost beginnend im Uhrzeigersinn):
Stand 1. Januar 2022
| Linie | Verlauf | Betreiber                   |
| ----- | --- | --------------------------- |
| H/S   | (Stadtverkehr Pirna) Prohlis, Gleisschleife – Luga – Heidenau – Pirna-Sonnenstein                                                                | RVSOE                       |
| P     | (Stadtverkehr Pirna) Pillnitz, Leonardo-da-Vinci-Straße – Söbrigen – Pratzschwitz – Birkwitz – Pirna                                             | RVSOE                       |
| 160   | (Stadtverkehr Freital) Löbtau – Potschappel – Busbf. Deuben – Hainsberg – Weißeritzpark – Somsdorf / Pfaffengrund                                | RVSOE                       |
| 162   | (Stadtverkehr Freital) S-Bf. Dobritz – Prohlis – Lockwitz – Kreischa – Possendorf – Freital                                                      | RVSOE                       |
| 166   | (Stadtverkehr Freital) (66 Lockwitz/Nickern –) Coschütz – Freital-Burgk – Freital-Deuben, Busbf.                                                 | RVSOE                       |
| 226   | Bühlau – Gönnsdorf – Schönfeld – Eschdorf – Dürrröhrsdorf (– Pirna)                                                                              | Müller Busreisen            |
| 228   | Bühlau – Gönnsdorf – Rockau – Schönfeld – Malschendorf – Borsberg – Schullwitz – Eschdorf / Rossendorf, Forschungszentrum                        | Müller Busreisen            |
| 229   | Bühlau – Weißig – Rossendorf, Forschungszentrum                                                                                                  | Müller Busreisen            |
| 261   | Hauptbahnhof – Pirnaischer Platz – Albertplatz – Waldschlößchen – Bühlau – Weißig – Stolpen – Neustadt in Sachsen – Sebnitz                      | RVSOE                       |
| 333   | (Pirnaischer Platz –) Hauptbahnhof – Nürnberger Platz – Löbtau – Wölfnitz – Gompitz – Wilsdruff – Mohorn                                         | RVSOE                       |
| 352   | Hauptbahnhof – Südhöhe – Bannewitz | RVSOE                       |
| 353   | (88 Kleinzschachwitz –) Dresden-Prohlis – Kauscha – Goppeln – Bannewitz – Possendorf                                                             | RVSOE                       |
| 360   | (Pirnaischer Platz –) Hauptbahnhof – Südhöhe – Bannewitz – Dippoldiswalde – Altenberg (Erzgebirge) (einzelne Fahrten weiter als 398 bis Teplice) | RVSOE                       |
| 366   | Hauptbahnhof – Südhöhe – Coschütz – Freital-Burgk (– Possendorf) – Kleinnaundorf – Bannewitz                                                     | RVSOE                       |
| 386   | (86 Heidenau –) S-Bahnhof Dobritz – Prohlis – Altlockwitz – Lockwitz – Kreischa – Glashütte                                                      | RVSOE                       |
| 404   | Cossebaude – Niederwartha – Meißen | Verkehrsgesellschaft Meißen |
| 423   | Cossebaude – Niederwartha – Wilsdruff | Verkehrsgesellschaft Meißen |
| 424   | Hauptbahnhof – Südhöhe – (Autobahn) – Nossen | Verkehrsgesellschaft Meißen |
| 476   | S-Bf. Trachau – Trachau – Radebeul | Verkehrsgesellschaft Meißen |
| 477   | Bahnhof Neustadt – Wilder Mann – Boxdorf – Moritzburg – Großenhain                                                                               | Verkehrsgesellschaft Meißen |
| 478   | (81 Bahnhof Neustadt –) Wilschdorf – Berbisdorf – Radeburg                                                                                       | Verkehrsgesellschaft Meißen |
| 520   | Johannstadt, Augsburger Straße – Johannstadt – Waldschlößchen – Heidemühle – Radeberg                                                            | Regionalbus Oberlausitz     |
| 521   | Schillerplatz – Rochwitz – Bühlau – Ullersdorf – Radeberg – Pulsnitz                                                                             | Regionalbus Oberlausitz     |
| 753   | Radeberg – Rossendorf, Forschungszentrum | Regionalbus Oberlausitz     |
| 769   | Bf. Klotzsche – Medingen – Ottendorf-Okrilla – Hermsdorf – Bf. Klotzsche                                                                         | Regionalbus Oberlausitz     |

### Fernbuslinien allgemein
Dresden ist durch zahlreiche Fernbuslinien national und international gut erschlossen. Der Hauptpunkt befindet sich in der Bayrischen Straße, südlich des Dresdner Hauptbahnhofes.

## Vorgeschichte

### 18. und 19. Jahrhundert
Am 15. Juni 1705 wurde in Dresden das erste öffentliche Beförderungsmittel durch die Regierung dekretiert: Es war ein Unternehmen, das Johann Friedrich Landsberger als Vorsteher des Almosenamtes angeregt hatte und dessen Überschüsse den Armen zugutekommen sollte. Dieses Unternehmen, das ein nur geringes Verkehrsbedürfnis bediente, war dennoch profitabel, so dass der Rat der Stadt Dresden dies 1730 als „Ratschaisenträger“ („Chaise“ = „Sänfte“) in eigene Aufsicht übernahm. Ähnliche Unternehmungen gründeten sich 1719 in der damals selbstständigen Neustadt und 1720 als „Schloß- und Hofchaisenträger“ als eine kurfürstliche Unternehmung. Alle diese Konkurrenzunternehmen endeten mit dem Siebenjährigen Krieg, die „Ratschaisenträgergilde“ hielt sich jedoch bis in die Gegenwart, überlebte mit ihrem Namen „Ratschaisenträger“ als Spezialunternehmen im Möbel- und Schwertransport auch die sozialistische Zeit Dresdens und ist heute (2019) unter dem Namen „Ratschaisenträger zu Dresden e. K.“ das älteste durchgängig privat betriebene Unternehmen der Stadt Dresden.
1766 richtete – als preiswerte Alternative – der Rat einen Fiakerbetrieb ein, der jedoch mangels Nachfrage noch im gleichen Jahr wieder eingestellt wurde. Erst 1819 wurde erneut ein Fiakerbetrieb als „freiwillige Fiakeranstalt“ aufgenommen, der nunmehr rege genutzt wurde. Auch wenn dieser den Regularien der Stadt unterlag und z. B. 1843 die Aufforderung erhielt, die Zweispännigkeit aufzugeben und diesen zu einem Droschkenbetrieb (Einspännigkeit) umzugestalten, was dieser auch aus Kostengründen einführte, war dieses trotz großer Beliebtheit den wachsenden Verkehrsbedürfnissen nicht mehr angemessen.
Der (einspännige) Droschkenbetrieb blieb erhalten, bis schließlich Personenkraftwagen ihn ersetzten.

### Pferdeomnibusse in Dresden

#### Anfänge und erste Linien
Nahezu zeitgleich mit dem Bau und der Inbetriebnahme der ersten deutschen Ferneisenbahn eröffnete der „Dresdner Omnibusverein“ (ein loser Zusammenschluss verschiedener privater Fuhrunternehmer und über verschiedene Zwischenstufen auch Vorgänger der heutigen Dresdner „Taxigenossenschaft“) mit der Linie Schloßplatz – Waldschlösschen im Oktober 1838 eine der ersten regulären Omnibuslinien in Deutschland überhaupt. Diese verband den aufstrebenden „Anbau auf dem Sande“, die sich entwickelnde Antonstadt, mit dem Zentrum auf der anderen Elbseite. Allerdings wurde dabei der Bahnhof, der sich auf der Neustädter Seite befand, zunächst ignoriert. Der Schloßplatz sollte später bis zur Einführung des Pferdebahnbetriebes das Herz des Dresdner Omnibusverkehrs bilden.
Im Verlauf der Jahre entstanden schließlich bis zur Eröffnung der ersten Dresdner Straßenbahnlinie 1872 über 15 Pferdeomnibuslinien, zum Teil waren sie nur kurzlebig, ein wirkliches Massenverkehrsmittel wurde der Pferdeomnibus nicht.
Es verkehrten:
1838: Schloßplatz – Waldschlösschen (später Altmarkt – Waldschlösschen, Dresdner Omnibusverein)
1847: Pillnitzer Schlag (Pillnitzer Straße) – Blasewitz (später Neumarkt – Blasewitz, bis 1876, Fuhrunternehmer G. Thamm und C. Dietze)
1855: Dresden (genauer Punkt unbekannt) – Großer Garten (bis 1856, Dresdner Omnisbusverein)
1856: Neumarkt – Großer Garten (bis 1868, Dresdner Omnibusverein)
1856: Postplatz – Großer Garten (bis 1862, Dresdner Omnibusverein)
1858: Dresden (genauer Punkt unbekannt) – Moritzburg (erste Überlandlinie eines Omnibusses in Dresden)
1860: Dresden (genauer Punkt unbekannt) – Strehlen (Fuhrunternehmer G. Thamm)
1862: Palaisplatz – Weintraube (Radebeul) (nur kurzzeitig)
1863: Schloßplatz – Plauen (bis 1874, Dresdner Omnibusverein)
1863: Böhmischer Bahnhof – Bischofsweg (Dresdner Omnibusverein)
1864: Pillnitzer Schlag (Pillnitzer Straße) – Löbtauer Schlag (kurzzeitig auch bis Briesnitzer Schlag, Dresdner Omnibusverein)
1865: Schloßplatz – Neustädter Bahnhöfe (Dresdner Omnibusverein)
1866: Schloßplatz – Neudorf (später bis Pieschen, Dresdner Omnibusverein)
1866: Waldschlößchen – Weißer Hirsch (kurzzeitiger Sommerverkehr, Dresdner Omnibusverein)
1869: Palaisplatz – Postplatz – Reisewitz (nur in diesem Jahr, Dresdner Omnisbusverein)

#### Weitere Linien der Straßenbahngesellschaften
Auch nach Inbetriebnahme der ersten (Pferde-)Straßenbahnlinie gab es weiterhin den Pferdeomnibus in Dresden (die Linien nach Blasewitz und Plauen bestanden weiterhin), im Gegenteil: Die „Deutsche Straßenbahn-Gesellschaft“ (die „Rote“) richtete gleich nach ihrer Gründung drei Pferdeomnibuslinien ein:
- Lennéstraße – Gruna
- Böhmischer Bahnhof – Neustädter Bahnhöfe
- Friedrichstraße – Lennéstraße

Diese wurden später durch entsprechende Straßenbahnlinien ersetzt.
Die Konkurrenzgesellschaft „Dresdner Straßenbahn“ (die „Gelbe“) betrieb wiederum von 1895 bis 1899 die Pferdeomnibuslinie Striesen – Gruna – Seidnitz und 1895 bis 1899 wurde privat die Pferdeomnibuslinie Waldschlößchen – Weißer Hirsch erneut betrieben. Ab 1882 verkehrte schließlich ein Pferdeomnibus vom Postplatz über Mickten bis zum Gasthof „Vier Jahreszeiten“ in Radebeul.

#### „5-Pfennig-Omnibus“
Richtig erfolgreich war schließlich der „Fünf-Pfennig-Omnibus“ (volksmundliche Bezeichnung 5-Pfennig-Omnibus), betrieben durch die „Dresdner Fuhrwesengesellschaft“ (einem Nachfolger des „Dresdner Omnibusvereins“): Da die geringen Straßenbreiten zur Einrichtung von Straßenbahnlinien durch den Rat der Stadt Dresden verboten wurden, bewarb sich diese Gesellschaft erfolgreich um die Konzession und richtete ab dem 12. Dezember 1899 die Linie Schloßplatz – Schloßstraße – Altmarkt – Seestraße – Prager Straße – Hauptbahnhof ein und verlängerte sie am 5. Februar 1900 über die Reichsstraße bis zur Reichenbachstraße: Die Wagen verkehrten alle acht, in Spitzenzeiten alle vier Minuten.
Der Betreiber hatte ein kostengünstiges Zahlsystem eingerichtet. Die Strecke wurde in zwei Teilabschnitte unterteilt, die jeweils fünf Pfennige kosteten (daher auch der Name im Volksmund). Mit dem Überfahren der Teilstreckengrenze am Victoriahaus (Kreuzung Seestraße/Friedrichsring) wurden weitere fünf Pfennig erhoben. Die fünf Pfennig wurden in einen Automaten eingeworfen, der nach Kurbeldrehung den Fahrschein ausgab. Einen Schaffner gab es nicht, die Kontrolle besorgte am Beginn der Fahrt und am Victoriahaus ein Aufsichtsbeamter, die am Beginn der jeweiligen Fahrt eingesetzten Aufsichtsbeamten gaben auch Fahrscheine für zehn Pfennige aus. Eingesetzt wurden 13 Omnibusse und 40 Pferde vor weiß-grün gestrichenen Einspännern. Die höchste Beförderungsleistung lag im Jahr 1904 und betrug 1.212.684 Personen. Am 31. Januar 1913 wurde der Betrieb eingestellt, auch eine Folge der bereits vor dem Ersten Weltkrieg einsetzenden Inflation.

#### Weiteres
Der einwöchige Betrieb eines Dampfkraftomnibusses mit 16 Sitzplätzen zwischen Waldschlösschen und Weißem Hirsch (1886) und der Linienverkehr der gleislosen elektrischen Dresdner Haide-Bahn (1901–03) sind die ersten Versuche eines regulären Linienbetriebs auf Straßen ohne Gleis und ohne die Nutzung von Pferden.

## Geschichte 1914 bis 1945

### Städtische Straßenbahn und Nachfolger 1914 bis 1933
Am 1. April 1914 eröffnete die Städtische Straßenbahn die erste Dresdner Kraftomnibuslinie Neustädter Bahnhof – Altmarkt – Hauptbahnhof – Nürnberger Straße. Dieses Datum gilt bei den Dresdner Verkehrsbetrieben als der Beginn des städtischen Busverkehrs in Dresden. Alle zwölf beschafften Busse wurden am 4. August 1914 von der Heeresverwaltung beschlagnahmt und kehrten nicht wieder nach Dresden zurück, ein regulärer Busbetrieb ruhte erneut für reichlich zehn Jahre.
Ein besonderer Abschnitt des Omnibusverkehrs waren die Jahre 1919 und 1920: Auf Grund von Streiks und von Kohlemangel kam es zur Einrichtung von Pferdeomnibuslinien als Ersatz für auf diese Weise nicht betriebene Straßenbahnlinien. So richtete beispielsweise der Fuhrunternehmer Weigang aus Dresden-Neustadt am 24. Februar 1919 eine Pferdeomnibuslinie Postplatz – Mickten – Goldene Weintraube (in Radebeul) ein, die immer mit zwei Fahrten täglich verkehrte, wenn die Lößnitzbahn außer Betrieb war. Der Ersatz von elektrischen Straßenbahnen durch Pferdeomnibusse gilt auch für mehrere Linien der Städtischen Straßenbahn.
Am 1. März 1925 nahm die Straßenbahn den Buslinienverkehr auf der Strecke Neustädter Bahnhof – Hauptbahnhof (über Neustädter Markt – Schloßstraße und damit erneut im Zuge des 5-Pfennig-Omnibus) wieder auf, die am 9. August 1925 bis zum Kronprinzenplatz (Rudolf-Renner-Platz) und am 21. August 1926 bis zur Blumenthalstraße (Arthur-Weineck-Straße, in Cotta) verlängert wurde. Ein zweiter Ast dieser Linie wurde ab dem 30. August 1925 nach Obergorbitz eingerichtet. Ebenfalls 1925 wurde der Busbetrieb auf den Linien Coschütz – Nürnberger Straße (später verlängert bis Arsenal) und Hauptbahnhof – Gruna – Loschwitz aufgenommen.
Die Städtische Straßenbahn erwies sich dabei als experimentierfreudig: So wurden Buslinien in Betrieb genommen, um sie mangels Fahrgastzahlen nur wenige Wochen wieder stillzulegen oder unter gleicher Linienbezeichnung in anderen Stadtgebieten wieder einzurichten. Die folgenden Linientabellen von 1927 und 1929 zeigen Momentaufnahmen dieser permanenten Änderungen.
| Linie | Anfangsstation     | Endstation        | Bemerkung                                      |
| ----- | ------------------ | ----------------- | ---------------------------------------------- |
| A     | Neustädter Bahnhof | Cotta/Obergorbitz | über Altmarkt – Hauptbahnhof – Nossener Brücke |
| B     | Theaterplatz       | Coschütz          | Eillinie über Annenstraße – Chemnitzer Straße  |
| C     | Hauptbahnhof       | Loschwitz         | über Wasaplatz – Gruna – Blasewitz             |
| D     | Räcknitz           | Kaitz             |                                                |
| E     | Hauptbahnhof       | Weißer Adler      | Eillinie über Schloßstraße – Albertplatz       |

| Linie | Anfangsstation     | Endstation        | Bemerkung                                                 |
| ----- | ------------------ | ----------------- | --------------------------------------------------------- |
| A     | Neustädter Bahnhof | Cotta/Obergorbitz | über Altmarkt – Hauptbahnhof – Nossener Brücke            |
| B     | Coschütz           | Gittersee         |                                                           |
| C     | Hauptbahnhof       | Loschwitz         | über Wasaplatz – Gruna – Blasewitz                        |
| D     | Mickten            | Kaditz            |                                                           |
| E     | Kaitz              | Weißer Adler      | über Räcknitz – Hauptbahnhof – Schloßstraße – Albertplatz |
| F     | Altmarkt           | Hepkestraße       | über Stübelplatz – Pohlandplatz                           |
| G     | Leuben             | Kleinzschachwitz  | über Königsallee (ab 22. November 1928)                   |
| H     | Hauptbahnhof       | Vogelwiese        | Veranstaltungslinie: Nur zeitweise                        |
| J     | Neustädter Bahnhof | Blumenthalstraße  | Blumenthalstraße (heute Artur-Weineck-Straße in Cotta)    |

Erkennbar ist, dass die Buslinien Abschnitte des Dresdner Straßennetzes bedienten, die für die Straßenbahn unwirtschaftlich waren (Beispiel: Nossener Brücke vor 1945), Aufgaben übernahmen, die die Straßenbahn nicht übernehmen konnte (Eilverkehre nach dem Weißen Hirsch, die tariflich erheblich über dem normalen Straßenbahntarif lagen und auf „zahlende Fahrgäste“ ausgerichtet waren, mithin kein Parallelverkehr waren) oder die Bedienung von Strecken, für die die Straßenbahn unwirtschaftlich war.
Die Weltwirtschaftskrise brachte nicht die Neueinrichtung von Linien: Um Fahrgäste zu gewinnen, wurden 1929 Buslinien, die im Anschluss an Straßenbahnlinien verkehrten, tariflich mit der angrenzenden Straßenbahnlinie zusammengelegt und erhielt die Linien-Nummer. Das betraf die Buslinie D, die in „17“ umbenannt wurde, sowie die Buslinie G, die als „15“ geführt wurde. Bei der auf den Abschnitt Hepkestraße – Pohlandplatz verkürzten Buslinie F scheiterte dies, sie wurde kurz darauf stillgelegt.
Die nunmehrige Buslinie „17“ ist dabei auch ein Beispiel für die Anbindung eingemeindeter Umlandorte, hier der Gemeinde Kaditz: Ihr wurde zwar im Eingemeindungsvertrag 1902 durch die Stadt Dresden zugesagt, eine Verkehrsverbindung zur Dresdner Innenstadt zu realisieren, was nichts anderes als eine Straßenbahnanbindung bedeutete. Kaditz wollte damit den anderen, ebenfalls zum 1. Januar 1903 eingemeindeten Vororten, die, wie Plauen und Löbtau bereits eine solche besaßen, gleichgestellt werden. Zur Erfüllung dieser Zusage kam es jahrzehntelang nicht: Der Busverkehr (und die Tarifumstellung) sollte schon 1929 auf diese Weise Ersatz für die (vertraglich zugesagte) Straßenbahnlinie sein. Dass die Zusage aus dem Eingemeindungsvertrag mit der Freigabe des Straßenbahnverkehrs durch OB Ingolf Roßberg mehr als ein Jahrhundert später am 27. November 2004 mit der Linienverlängerung zum Riegelplatz in Kaditz, doch erfüllt wurde, hängt auch damit zusammen, dass Roßberg schon Anfang der 1990er Jahre dafür sorgte, dass die Autobahnüberführung über die Kötzschenbrodaer Straße beim Umbau der Bundesautobahn A 4 eine entsprechende Breite für eine Straßenbahnstrecke in Mittellage auf eigenem Bahnkörper erhielt.
Nach Ende der Wirtschaftskrise den 1930er Jahren wurde das Netz erweitert, der Wagenpark auf 75 Busse und 10 Anhänger (1935) aufgestockt, der ehemalige Straßenbahnhof Neugruna zum Busbahnhof Blasewitz umgebaut (1936–1939) und der neue Busbahnhof Naußlitz errichtet (1939).
Am 13. November 1932 wurde mit der Einstellung der Dresdner Vorortsbahn die Linie V Leuben – Niedersedlitz in ihrer Streckenführung als Zwischenlinie der Linie G eröffnet, die wiederum am 12. Dezember 1936 mit der Eröffnung der Straßenbahn über die Königsallee (heute: Berthold-Haupt-Straße) nach Kleinzschachwitz wieder eingestellt wurde.

### Städtische Straßenbahn und Nachfolger 1933 bis 1945
Am 12. Juli 1933 eröffnete die Dresdner Straßenbahn die Buslinie D Postplatz – Lockwitz. Sie wurde über Hauptbahnhof und die Schnorrstraße – hier ersetzte sie die schon 1923 eingestellte Straßenbahnlinie – geführt und endete zunächst am Unteren Gasthof (Ecke Dohnaer Straße/Lockwitztalstraße) in Lockwitz, fuhr aber ab 30. Oktober 1934 durch die Straße Altlockwitz bis Lockwitz, Am Plan. In dieser Engstelle wurde nach einem schweren Unfall zwischen der Lockwitztalbahn und einem Bus eine Schleifdraht-Signalanlage angelegt. Verband dann der Stromabnehmer den Fahrdraht mit dem Schleifdraht, so leuchteten am Anfang und am Ende der Straße Altlockwitz drei gelbe Lampen, um den Bus vor der Einfahrt zu warnen.
Ebenfalls wurde am 12. Juli 1933 mit der an dem Tag eröffneten Buslinie E (Waldschlößchen – Mockritz) der Straßenbahnverkehr in der Bergstraße zwischen Hauptbahnhof und Räcknitz ersetzt.
Neuerschließungen folgten 1934 mit der Linie F (Neustädter Bahnhof – Naußlitz) und 1935 die Buslinie 7 vom Schänkhübel zum Flughafen, wobei diese „Nummern-Linien“ wie schon vor 1933 tariflich eine Einheit mit der anschließenden Straßenbahnlinie bildeten (anders als die „Buchstaben-Linien“, bei dem es bei dem gegenüber der Straßenbahn höheren Bustarif blieb). 1936 wurde die Linie A in Obergorbitz bis zur Stadtgrenze verlängert, 1938 wurde die Linie C von Loschwitz bis Rochwitz verlängert und die Buslinie 9 von Leubnitz-Neuostra zur Leubnitzer Höhe eingerichtet. 1939 folgten die Eröffnungen der Buslinien G vom Postplatz zur Gostritzer-/Boderitzer Straße und L als Zubringerdienst vom Hauptbahnhof zum Flughafen.
Vor Ausbruch des Zweiten Weltkrieges bestand folgendes Busliniennetz in Dresden:
| Linie | Anfangsstation     | Endstation        | Bemerkung                                                 |
| ----- | ------------------ | ----------------- | --------------------------------------------------------- |
| A     | Neustädter Bahnhof | Cotta/Obergorbitz | über Altmarkt – Hauptbahnhof – Nossener Brücke            |
| B     | Coschütz           | Gittersee         |                                                           |
| C     | Hauptbahnhof       | Rochwitz          | über Wasaplatz – Gruna – Blasewitz – Loschwitz            |
| D     | Postplatz          | Lockwitz          |                                                           |
| E     | Mockritz           | Waldschlösschen   | über Räcknitz – Hauptbahnhof – Schloßstraße – Albertplatz |
| F     | Neustädter Bahnhof | Naußlitz          |                                                           |
| G     | Postplatz          | Boderitzer Straße |                                                           |
| J     | Neustädter Bahnhof | Omsewitz          |                                                           |
| L     | Hauptbahnhof       | Flughafen         |                                                           |
| 7     | Schänkhübel        | Flughafen         |                                                           |
| 9     | Leubnitz-Neuostra  | Leubnitzer Höhe   |                                                           |
| 17    | Mickten            | Kaditz            |                                                           |

| Linie | Anfangsstation            | Endstation           | Bemerkung        |
| ----- | ------------------------- | -------------------- | ---------------- |
| A     | Wölfnitz                  | Obergorbitz          | Propangasbetrieb |
| B     | Coschütz                  | Gittersee            | Propangasbetrieb |
| C     | Schwebebahn (Bergstation) | Rochwitz             | Stadtgasbetrieb  |
| D     | Leubnitz-Neuostra         | Lockwitz             | Stadtgasbetrieb  |
| E     | Mockritz                  | Hauptbahnhof         | Propangasbetrieb |
| F     | Schillingplatz            | Naußlitz             | Stadtgasbetrieb  |
| J     | Gottfried-Keller-Straße   | Omsewitz             | Stadtgasbetrieb  |
| 7     | Klotzsche                 | Flughafen            | Propangasbetrieb |
| 13    | Leubnitz-Neuostra         | Leubnitzer Höhe      | Propangasbetrieb |
| 17    | Mickten                   | Kaditz (Riegelplatz) | Stadtgasbetrieb  |

Die Beschlagnahme der Hälfte aller Busse und die Luftangriffe auf Dresden 1945 brachten den Verkehr zum Erliegen.

### Kraftverkehr des Freistaates Sachsen in und von Dresden aus
Erste Überland- und Fernfahrten wurden ab 1912 von der „Staatlichen Kraftwagenverwaltung“ aufgenommen und ebenfalls 1914 wieder eingestellt. 1919 wurden diese durch die „Kraftverkehrsgesellschaft Freistaat Sachsen“ (KVG, auch „Kraftverkehr Freistaat Sachsen“ genannt) wieder aufgenommen. Parallel baute die Reichspost ihren Liniendienst auf.
Herausragende Ereignisse dieser Zeit waren die Eröffnung der KVG-Linie Dresden – Moritzburg 1925 mit 5000 Fahrgästen am Eröffnungstag sowie der Einsatz von fünf leistungsstarken Büssing-Dreiachsern vom Typ „Fichtelberg“ auf der neu eröffneten KVG-Linie Dresden – Oberwiesenthal.
Nach dem Ende der Wirtschaftskrise 1930 richtete die Firma „Kraftverkehr Freistaat Sachsen“ immer mehr Linien von Dresden ein. Lukrativ waren die von Dresden aus über Lockwitz – Heidenau in die Sächsische Schweiz und ins Osterzgebirge, die sie bis 1939 betrieb. Ab Kriegsausbruch 1939 unterlag sie den weitgehenden Kriegsbeschränkungen, so dass deren Fern- und Überlandverkehr zum Erliegen kam. Auch die Reichspost musste aus diesen Gründen ihren Linienbetrieb in und von Dresden ausgehend einstellen, so dass ab 1940 nennenswert nur die „Dresdner Straßenbahn AG“ (bei drastischen Linienkürzungen und nur mit Hilfe der damalig verfügbaren Mittel, wie Stadtgasbetrieb) allein einen Busverkehr in Dresden unterhielt.

## Geschichte 1945 bis 1990

### Allgemeines
Nach der Zerstörung Dresdens konnte der Kraftverkehr mit Omnibussen nicht wieder aufgenommen werden, da alle noch vorhandenen Busse der Dresdner Straßenbahn AG als Lastkraftwagen eingesetzt wurden. Acht von ihnen erhielten sogar nach einem Umbau eine offene Ladefläche. Nach dem Einmarsch der Roten Armee wurde überdies die Omnibushauptwerkstatt im Busbetriebshof Blasewitz durch sie beschlagnahmt und erst am 3. April 1946 an die Dresdner Straßenbahn AG zurückgegeben. Durch Bekanntwerden, dass in Werdau noch Fahrgestelle und elektrische Ausrüstungen für Oberleitungsbusse vorhanden seien, setzte sich der Vorstand der Dresdner Straßenbahn AG, Alfred Bockemühl, dafür ein, dass einige Fahrzeuge sowie Fahrleitungsmaterial nach Dresden geliefert wurden. 1946 und 1947 wurde damit die erste echte Nachkriegs-Buslinie als Oberleitungsbus (O-Bus) eingerichtet und 1947 in Betrieb genommen. Am 20. Februar 1949 wiederum wurde die erste Buslinie mit dieselgetriebenen Fahrzeugen, der Ersatz für die Bühlauer Außenbahn Bühlau – Weißig als Linie 11 in Betrieb genommen und bis 31. Oktober 1949 betrieben, ihr folgte ab 1. November 1949 der O-Bus auf dieser Strecke.
Die sächsische KVG wiederum wurde in den VEB Kraftverkehr Dresden umgewandelt und übernahm bis 1952 die verbliebenen Reichspostlinien, bis er mit der Bildung der Bezirke anstatt der Länder der DDR weiter aufgespalten wurde. 1990 wurde die Firma Regionalverkehr Dresden GmbH Rechtsnachfolger des VEB Kraftverkehr Dresden.

### Kraftomnibus-Linien der Dresdner Verkehrsbetriebe AG und ihrer Vorgänger

#### 1949 bis 1964
Der Busverkehr nach 1945 startete zunächst mit dem Ersatz der Linienführung der Linie 11 zwischen Bühlau und Weißig, ebenfalls unter der Linienbezeichnung „11“, wie also bereits vor 1945 bei den Anschlusslinien praktiziert. Das war auch das letzte Mal, dass Bus- und Straßenbahnlinien die gleiche Nummer erhielt.
Am 24. Oktober 1949 wurde als erste „echte“ Buslinie die Linie A (Wölfnitz – Gompitz), mit den freigewordenen Fahrzeugen der (ehemaligen) Linie 11 von Bühlau nach Weißig wurde am 1. November 1949 die Linie B von Mickten nach Kaditz eröffnet. Schwierigkeiten mit dem überalterten und zersplitterten Fuhrpark, Ersatzteil- und Reifenmangel verhinderten eine schnelle Eröffnung weiterer Strecken. Am 15. Mai 1950 wurde zwar die Linie D (Wasaplatz – Lockwitz) und am 13. September 1950 die Linie E (Leuben – Großzschachwitz) eröffnet sowie am 13. Oktober 1950 die Linie D vom Wasaplatz zum Hauptbahnhof und weiter nach Mockritz verlängert. Diese Linieneröffnungen wurden nur unter großen Schwierigkeiten und einem zersplitterten Fuhrpark ausgeführt.
Erst nach weiteren Neuaufbauten in der Hauptwerkstatt Blasewitz 1951/52 folgte einerseits die Verlängerung der Linie E nach Heidenau am 22. März 1952 sowie am 1. Mai 1952 die Eröffnung der Buslinie F (Altcotta – TuR Übigau). Ab 1954 erfolgten Lieferungen von Ikarus-Bussen, die zunächst zur Stabilisierung des vorhandenen Liniennetzes eingesetzt wurden und vor allem die älteren Bustypen ablösten, so dass ein nennenswerter Linienzuwachs erst ab 1956 möglich war.
Folgende Eröffnungsdaten sind daher auch im Zusammenhang mit dieser, nun auch kontinuierlich erfolgenden Zuführung von Ikarus-Bussen nach Dresden zu sehen:
- 9. Dezember 1954: Linie G (Leubnitz – Leubnitzer Höhe)
- 2. Januar 1956: Linie H (Lockwitz – Hauptbahnhof – Mockritz)
- 27. Februar 1956: Platz der Einheit – Klotzsche
- 9. Juni 1956: Ausflugslinie Platz der Einheit – Heidemühle
- 13. Januar 1957: Linie N (Löbtau – Altnaußlitz)
- 30. April 1957: Linie R (Oberloschwitz – Rochwitz)
- 10. Juni 1958: Linie P (Pillnitz – Graupa)
- 31. August 1958: Ausflugslinie Bühlau – Ullersdorf

Damit bestand ab 1958 wieder ein nennenswertes Busnetz in Dresden, das in den Folgejahren ausgebaut und erweitert wurde.
1954 erhielten die Verkehrsbetriebe die ersten fünf Busse vom ungarischen Hersteller Ikarus (Typ 601). 1956 folgten fünf Ikarus 30, 1955/1956 25 Ikarus 60 und ab 1958 (bis 1967) insgesamt 63 Ikarus 66.
Am 8. Oktober 1958 wurde erstmals wieder eine Stadtrundfahrt mit Bus als Ergänzung zu der mit der Straßenbahn veranstaltet, die ab 15. Oktober 1958 regelmäßig durchgeführt wurden. Am 16. Februar 1959 wurde schließlich die Linie W (Lockwitz – Borthen) eröffnet und am 4. Januar 1960 die Schnellverkehrslinie Platz der Einheit (heute: Albertplatz) – Flughafen eingerichtet. Ebenfalls 1959 wurde am 2. November die Buslinie N von Altnaußlitz bis Dölzschen verlängert.
Ende 1961 verkehrten folgende Linien (zweite Spalte: Liniennummer ab 28. Juni 1964):
| Linienbezeichnung | Linien-Nr. ab 1964 | Anfangsstation    | Endstation           | Bemerkung                                                            |
| ----------------- | ------------------ | ----------------- | -------------------- | -------------------------------------------------------------------- |
| A                 | 70                 | Wölfnitz          | Gompitz              |                                                                      |
| B                 | 71                 | Kaditz            | Klotzsche            |                                                                      |
| D                 | 72                 | Hauptbahnhof      | Luga                 |                                                                      |
| E                 | 73                 | Leuben            | Heidenau             |                                                                      |
| F                 | 74                 | Riegelplatz       | Omsewitz             |                                                                      |
| G                 | 75                 | Leubnitz          | Goppeln              |                                                                      |
| H                 | 76                 | Lockwitz          | Mockritz             |                                                                      |
| J                 | 77                 | Klotzsche         | Flugzeugwerft        | ( – Klotzsche)                                                       |
| K                 | 78                 | Platz der Einheit | Klotzsche            |                                                                      |
| L                 | 80                 | Wilder Mann       | Wilschdorf           | laut Quelle, gemeint ist als Endstation allerdings Boxdorf           |
| N                 | 82                 | Schillingplatz    | Altnaußlitz          | laut Quelle, tatsächlich verkehrte sie schon seit 1959 bis Dölzschen |
| P                 | 83                 | Pillnitz          | Graupa               |                                                                      |
| R                 | 84                 | Oberloschwitz     | Rochwitz             |                                                                      |
| W                 | 87                 | Lockwitz          | Borthen              |                                                                      |
| Z                 | (–)                | Schillingplatz    | Feldschlößchenstraße | bis 1964 wieder eingestellt                                          |

Dazu kamen die Sonder- und Ausflugslinien
- Platz der Einheit – Heidemühle
- Bühlau – Ullersdorf
- Hauptbahnhof – Flughafen

Bis zur Einführung der Liniennummern folgten noch die Eröffnungen
- 2. Januar 1962: Linie U (später 86, Heideparkstraße – Hammerweg),
- 30. April 1963: Linie T (später 85, Schillerplatz – Lockwitz) sowie
- 2. Januar 1964: Linien M (später 81, Pestalozziplatz – Wilschdorf) und X (später 88, Niedersedlitz – Luga).[21]

#### Liniennummerierung 1964
Nach 1947 bis 1964 wurden die Buslinien mit Buchstaben gekennzeichnet und die letztmals mit der Strecke Bühlau – Weißig angewandte Verfahrensweise, von Straßenbahnendpunkten ausgehende Buslinien mit der gleichen Liniennummer, wie die der (endenden) Straßenbahnlinie zu versehen, endgültig aufgegeben. Die Buchstabenvergabe für die Liniennummern erfolgte teilweise „sprechend“ und nicht systematisch auffüllend (Linie N bedient Naußlitz, Linie P von Pillnitz ausgehend bzw. Linie R nach Rochwitz führend), dies wurde jedoch nicht konsequent betrieben.
Seit dem 28. Juni 1964 führen die Buslinien zweistellige Liniennummern. Entsprechend der damaligen Systematik wurden die Straßenbahnlinien traditionell mit den Liniennummern von 1 bis 20 (und weiter bis 29) bezeichnet, 1942 erhielt die einzige Meterspurstrecke der Lockwitztalbahn die 30er-Liniennummer 31, die 40er Linien blieben betriebsintern, nach 1950 wurden die Berufsverkehrslinien mit 50er-Nummern belegt. Folglich wurden die O-Bus-Linien der 60er-Systematik zugewiesen, alle weiteren Buslinien wurden ab Linie 70 aufwärts bezeichnet. Lediglich die Sonderverkehrslinien blieben bis Anfang der 1970er Jahre nummernlos.
Dabei blieb es zunächst bis zum Fahrplanwechsel 1972/73. Durch die Abschaffung der 50er-Berufsverkehrslinien mit der (Straßenbahn-)Linienreform am 4. Mai 1969 wurden die 50er-Nummern frei und wurden ab diesem Zeitpunkt neu vergeben. Hinzukommende (neu eingerichtete) Buslinien füllten ab 1964 die Lücken oberhalb der 80er-Nummern auf.

#### 1964 bis 1990
Die Linie 89 (Altcoschütz – Freital-Burgk) wurde am 30. Juni 1967 in Betrieb genommen, ihr folgten die Linien 90 als Zweiglinie nach Pesterwitz im Zuge der Verlängerung der Linie 82 nach Dölzschen, die Linie 91 als neue Linienbezeichnung für die alternierende Linienführung der Linie 71 über den Trachenberger Platz und schließlich am 1. November 1967 die Inbetriebnahme der Linie 92 (Cotta – Ockerwitz). Die Linie 92 ist damit die älteste unverändert bestehende Buslinie Dresdens, die bis heute (Stand 2019) weder verlängert, verlegt, gekürzt noch umnummeriert wurde. Zur Eröffnung des Dresdner Fernsehturms am 7. Oktober 1969 wurde schließlich die Linie 93 (Bühlau – Fernsehturm) eröffnet (ab dem 4. September 1971 verlängert bis Weißig als Ersatz für den O-Bus).
Im gleichen Zeitraum wurden neben der Schnellverkehrslinie Hauptbahnhof–Flughafen noch zwei weitere Schnellverkehrslinien eingerichtet, und zwar Leuben (Staatsoperette) zum Bahnhof Neustadt (nur in dieser Richtung und nur am Ende einer Theateraufführung, kurzlebig) und Hauptbahnhof – Pferderennbahn Seidnitz zum Beginn und zum Ende eines Pferderennens. Ab dem Fahrplan 1972/73 wurden diese bis dahin bezeichnungslosen Sonderverkehrslinien erstmals mit Nummern belegt, die Ausflugslinien mit den Nummern 50 (Platz der Einheit – Heidemühle) und 51 (Bühlau – Ullersdorf). Die Linie von Leuben aus wurde mit der Liniennummer 53 belegt, die zur Pferderennbahn mit der Nummer 54, die Flughafenlinie erhielt die 99.
1969 bis 1973 wurden die ersten Gelenkbusse Ikarus 180 geliefert, ihnen folgten 1970 bis 1972 32 Ikarus 556, 1972 bis 1988 104 Ikarus 260 und 1974 bis 1988 115 Wagen der Gelenkbusvariante Ikarus 280.

Für den Verkehr von Reisegruppen, Stadtrundfahrten und ähnliches wurden von 1962 bis 1988 insgesamt 30 Ikarus-Busse der Typen 55, 630, 250, 255, 256, 211 und 425 eingesetzt.
- 1. Mai 1970: Linie 94 (Pirnaischer Platz – Johannstadt)
- 29. Oktober 1973: Linie 95 (Pillnitz – Söbrigen)
- 15. Dezember 1974: Linie 94 verlängert von Pirnaischer Platz bis Leubnitz (Einstellung des Straßenbahn-Streckenastes Hugo-Bürkner-Straße – Leubnitz)
- 28. November 1975: Linie 61 (ehem. O-Bus) komplett mit KOM befahren
- 15. Mai 1976: Linie 89 verlängert von Coschütz über Zschertnitz – Mockritz nach Strehlen (Inbetriebnahme Straßenbahn-Neubaustrecke Parkstraße – Zschertnitz), Verkürzung Linie 72 (nurmehr Hauptbahnhof – Luga)
- 18. Dezember 1977: Linie 96 (Niedersedlitz – Kreischa, Ersatz für Linie 31)
- 5. Februar 1979: Schienenersatzverkehrslinie 10 Schlachthof – Maxstraße, ab 1. November 1985 Linie 74
- 1. Oktober 1983: Verlängerung Linie 96 von Niedersedlitz bis Leuben
- 9. April 1985: Verlängerung Linie 85 von Schillerplatz bis Pillnitz (Sperrung Blaues Wunder und Einstellung der Straßenbahn nach Pillnitz)
- 5. Januar 1987: Verlängerung Linie 72: Hauptbahnhof – Südhöhe – Coschütz

### Oberleitungsbus in Dresden
Im Jahr 1901 wurde die Bielatalbahn eröffnet und damit der praktische Nachweis erbracht, dass auch eine „gleislose Bahn“ Verkehrsprobleme lösen kann. In Dresden wurde ein derartiger Betrieb am 23. März 1903 eröffnet: Die 5,3 Kilometer lange Haide-Bahn führte vom damaligen Endpunkt am Arsenal (heute: Olbrichtplatz) bis in den Vorort Klotzsche, zum Gasthaus Deutsche Eiche (heute: Käthe-Kollwitz-Platz). Doch wurde die Anlage schon am 16. Juli 1904 wieder stillgelegt, die betreibende Dresdner Waggonbaufirma Carl Stoll meldete Konkurs an und der Betrieb wurde versteigert.
1946 wurde in der Ausstellung „Dresden baut auf“ durch Alfred Bockemühl und die Stadtverwaltung Dresden die Konzeption eines O-Bus-Ringes auf einem neu zu schaffenden Äußeren Ring mit Abzweigungen in einige Vororte vorgestellt. Noch im selben Jahr wurde die Realisierung eines ersten Teilabschnittes – bei dem es allerdings bleiben sollte – in Angriff genommen.
Der Verlauf dieses Abschnitts entsprach zwischen Blasewitz und Strehlen der bis 1944 betriebenen Buslinie C. Diese verkehrte ab Strehlen durch nunmehr völlig zerstörtes Gebiet zum Hauptbahnhof, so dass dieser Abschnitt nicht mehr befahren wurde, sondern ab Strehlen die Anbindung der Technischen Hochschule, der heutigen Technischen Universität Dresden verfolgt wurde. Da am Schillerplatz kein Wenden möglich war, wurde die Linie über das Blaue Wunder bis Körnerplatz geführt, wo über Damm- und Friedrich-Wieck-Straße gewendet werden konnte. Als westlichen Endpunkt hatte man den Münchner Platz vorgesehen. Dazu wurden, trotz der ungeheuren Schwierigkeiten und des permanent nötigen Improvisierens innerhalb kürzester Zeit 19,8 Kilometer zweipolige Fahrleitung, ein Kilometer Speisekabel und acht Kreuzungen mit der Straßenbahnfahrleitung eingebaut. Luftweichen gab es nicht, diese wurden erst in den 1950er Jahren eingebaut. Geplant war ein 20-Minuten-Takt mit drei Fahrzeugen.
Im April 1947 wurde von der Werdauer Wagenfabrik Schumann der erste Obus des Typs Henschel NG II im Betriebshof Blasewitz ein, der zu den ersten Probefahrten noch mit Zugmaschine geschleppt werden musste. Am 8. November 1947 begann der planmäßige Betrieb auf der C-Linie, der allerdings von Anfang an mit erheblichen Schwierigkeiten zu kämpfen hatte: So musste der Betrieb vom 27. November 1947 an bis zum Fritz-Foerster-Platz zurückgezogen werden: Die sowjetische Besatzungsmacht nutzte das Gefängnis des ehemaligen Landgerichtes am Münchner Platz als Militärgefängnis und duldete nicht länger das Wenden auf dem davor liegenden Platz. Ein lästiges Übel waren häufige Stangenentgleisungen, da Kurvenradien zu eng gewählt waren. Mit der Verlegung der Strecke von der Verlängerung der Dornblüthstraße über Junghansstr. und Haenel-Clauß-Straße zur Zwinglistraße in die auch heute noch befahrene Strecke der Augsburger-, Schlüter- und Schneebergstraße wurden die ärgsten Stellen beseitigt.
Am 1. Mai 1949 wurde die Verlängerung vom Körnerplatz bis Steglichstraße in Betrieb genommen, die allerdings schon knapp drei Monate später wegen Reifenmangel wieder außer Betrieb ging, und am 1. November 1949 ging der Streckenabschnitt Bühlau – Weißig in Betrieb. Ab dem 16. Mai 1950 wurde dauerhaft vom Fritz-Foerster-Platz bis Weißig auf nunmehr 14½ Kilometer Strecke gefahren, der Bestand an O-Bussen war inzwischen auf 13 Triebwagen und 7 Anhänger gewachsen.
1953 bis 1956 kamen schließlich 11 Triebwagen des Typs W602 aus dem Werdauer LOWA-Werk zum Einsatz, die sich mit ihren leistungsstarken Motoren vor allem auf der steigungsreichen Grundstraße bewährten; in den Henschel-O-Bussen wurde die elektropneumatische Schützensteuerung durch Ausrüstungen des VEB LEW Hennigsdorf ersetzt. Auf diese Weise wurde zwar der Fahrzeugeinsatz stabilisiert, an den häufigen Überfüllungen änderte sich trotz des inzwischen angebotenen 7½-Minuten-Taktes allerdings nichts. 1957 wurde aus Personalmangel ab dem 28. Oktober 1957 schaffnerlos gefahren und der erste Škoda 8Tr kam zum Probebetrieb nach Dresden. Da dieser Typ nicht für den Anhängerbetrieb ausgelegt war, wurde er 1962 im Ringtausch nach Weimar abgegeben und ein LOWA-Triebwagen aus Potsdam kam in Dresden zum Einsatz. Am 2. Januar 1958 wurde schließlich die Verlängerung vom Fritz-Foerster-Platz bis zum „Nürnberger Ei“ in Betrieb genommen.
Ab 1962 wurden die nunmehr auch auf Anhängerbetrieb ausgelegten Škoda 9Tr geliefert, die zusammen mit den W701-Beiwagen die älteren Fahrzeuge zunehmend ablösten. 1964 erreichte der Dresdner O-Bus-Betrieb seine größte Ausdehnung: Mit der Inbetriebnahme des Verkehrszuges „Brücke der Jugend“ (heute Nossener Brücke) zwischen F.-C.-Weiskopf-Straße (heute Chemnitzer Straße) und Willi-Ermer-Platz (heute Ebertplatz) am 28. Juni 1964 hatte der O-Bus-Betrieb seine maximale Länge von 16,8 Kilometern erreicht. Die Fahrleitungslänge erreichte insgesamt 73,8 Kilometer, 23 Luftweichen waren eingebaut. Die zum gleichen Zeitpunkt vorgenommene Teilung der Linie in zwei Abschnitte – Willi-Ermer-Platz – Falkensteinplatz als Linie 61 und Technische Universität (Fritz-Foerster-Platz) – Weißig als Linie C (ab 1. Januar 1965 Linie 62) wurde nur zwei Jahre so betrieben und am 1. Mai 1966 wieder zurückgenommen. Dabei wurde zwischen Willi-Ermer-Platz und Bühlau im 5-Minuten-Takt gefahren (mit weiteren Einsatzwagen nach Bedarf der TU Dresden) sowie zwischen Bühlau und Weißig generell alle 15 Minuten.
Bis 1969 waren schließlich alle älteren O-Busse durch insgesamt 30 Fahrzeuge des Typs Škoda 9Tr ersetzt worden, dazu kamen 17 Anhänger des Werdauer Typs W 701 und später noch 13 Nachbauten eines Škoda-Anhängers durch die polnische Firma Jelcz.
Allerdings standen die Verantwortlichen vor schwierigen Entscheidungen: Der O-Bus-Betrieb hatte durch den Beiwagenbetrieb auf der steilen Grundstraße mit großen Verschleißerscheinungen zu kämpfen, eine weitere Erneuerung des Wagenparks war durch Entscheidungen im Rat für gegenseitige Wirtschaftshilfe nicht zu denken. Außerdem stand der Ausbau des Zelleschen Weges als Teil des äußeren Stadtrings an. Fahrleitungsmaterial war auf Grund der stark gestiegenen Kupferpreise schwer erhältlich und vorrangig der Straßenbahn vorbehalten. So fiel die Entscheidung, den O-Bus-Betrieb trotz seiner ökologischen Vorteile in vier Schritten einzustellen: Ab dem 4. September 1971 wurde der Abschnitt Bühlau – Weißig auf Dieselbus-Betrieb umgestellt, dem folgte am 15. August 1974 der Abschnitt Willi-Ermer-Platz bis Winterbergstraße, ab dem 1. Juli 1975 wurde nur noch zwischen Schillerplatz und Bühlau gefahren und am 28. November 1975 fuhr um 12:05 Uhr ab Bühlau der letzte Dresdner O-Bus zum Schillerplatz und rückte zum Betriebshof Blasewitz ein.

### Ausgewählte Leistungszahlen des O-Bus- und Omnibusverkehrs der Dresdner Verkehrsbetriebe zwischen 1949 und 1989
Folgende Verkehrskennzahlen wurden angegeben:
| Verkehrskennzahlen                                   | 1949    | 1961     | 1971     | 1981     | 1988     |
| ---------------------------------------------------- | ------- | -------- | -------- | -------- | -------- |
| Linienlänge Bus in km                                | 5,5     | 144,6    | 259,8    | 299,5    | 263,2    |
| Anzahl der Busse                                     | 20      | 104      | 130      | 221      | 205      |
| Linienlänge O-Bus in km                              | 11,1    | 15,1     | 16,8     | –        | –        |
| Anzahl der O-Busse (als Triebwagen)                  | 13      | 24       | 28       | –        | –        |
| Anzahl der O-Bus-Anhänger                            | 10      | 23       | 30       | –        | –        |
| Nutzkilometer Bus (in Tausend Nkm)                   | 133,1   | 6.526,6  | 7.785,0  | 12.791,2 | 12.939,5 |
| Nutzkilometer O-Bus (nur Triebwagen, in Tausend Nkm) | 332,4   | 1.699,8  | 1.606,1  | –        | –        |
| Beförderte Personen Bus (in Tausend)                 | 1.228,3 | 43.644,1 | 46.463,4 | 66.213,2 | 72.499,6 |
| Beförderte Personen O-Bus (in Tausend)               | 5.481,4 | 21.210,8 | 12.792,0 | –        | –        |

## Busverkehr ab 1990

### Dresdner Verkehrsbetriebe

#### Ausgangslage für die Dresdner Verkehrsbetriebe
Zum Zeitpunkt der deutschen Einheit (3. Oktober 1990) bestand folgendes Busnetz (die Farbe ist an das damalige Fahrplanheft angelehnt):
| Linien-Nr. | Fahrtweg*, Anmerkungen zum Fahrtweg in runden Klammern, heutige Straßen- und Platznamen in eckigen Klammern | Länge   | Fahrzeit HVZ (NVZ)** | Reise- geschwindigkeit* | Bemerkungen                                                                |
| ---------- | --- | ------- | -------------------- | ----------------------- | -------------------------------------------------------------------------- |
| 61         | Löbtau, Willi-Ermer- [Ebert-]Platz – Brücke der Jugend [Nossener Brücke] – Nürnberger Straße – Zellescher Weg – Wasaplatz – Reicker Straße – Karcherallee – Winterbergstraße – Zwinglistraße – Ermelstraße – Augsburger Straße – Dornblüthstraße – Kretschmerstraße – Schillerplatz – Körnerplatz – Grundstraße – Bautzner Landstraße – Bühlau, Siegfried-Rädel- [Ullersdorfer] Platz – Bautzner Landstraße – Dresdner Straße – Hauptstraße – Weißig (Dorfplatz) | 16,9 km | 47 (42) min          | 21,6 (24,2) km/h        |                                                                            |
| 70         | Wölfnitz – Kesselsdorfer Straße – Obergorbitz – Altnossener Straße – Gompitz – Pennrich (zurück über Oskar-Maune-Straße – Kesselsdorfer Straße) | 4,6 km  | 12 (10) min          | 23,0 (27,6) km/h        |                                                                            |
| 71         | (Radebeul-Serkowitz – Kötzschenbrodaer Straße –) Kaditz, Am Vorwerksfeld – Kötzschenbroder Straße – Lommatzscher Straße – Wurzener Straße – Rehefelder Straße – Hubertusstraße (Richtung Klotzsche, Gegenrichtung über Boxdorfer und Volkersdorfer Straße) – Maxim-Gorki-Straße – Hechtstraße – Buchenstraße – Dr.-Kurt-Fischer-Allee [Stauffenbergallee] – Otto-Buchwitz-Straße [Königsbrücker Straße] – Karl-Marx-Straße – Flughafen – Straße 11 (Hermann-Reichelt-Straße) – Klotzsche, Grenzstraße | 16,2 km | 40 min               | 24,3 km/h               | bis und ab Serkowitz sieben Fahrten mo.–fr.                                |
| 72         | Coschütz, Gleisschleife – Karlsruher Straße – Kohlenstraße – Bergstraße – Juri-Gagarin- [Fritz-Löffler-]Straße – Strehlener Straße – Teplitzer Straße – Dohnaer Straße – Krebser Straße – Peter-Vischer-Straße – Kleinlugaer Straße –Luga (Rückfahrt direkt zur Dohnaer Straße) | 16,2 km | 40 min               | 24,3 km/h               |                                                                            |
| 73         | Leuben (auf der Rückfahrt über Kastanien- und Berthold-Haupt-Straße) – Pirnaer Landstraße – Struppener Straße – Tronitzer Straße – Zschierener Straße – Siegfried-Rädel-Straße – Heidenau, Bahnhof (Platz der Freiheit) (einzelne Fahrten mo.–fr. direkt von und nach Heidenau über Pirnaer Landstraße ohne Umweg über Tronitzer Straße) | 5,1 km  | 13 (11) min          | 23,5 (24,8) km/h        |                                                                            |
| 74         | Schlachthof – Schlachthofring – Devrientstraße – Am Zwingerteich – Julian-Grimau-Allee (Ostraallee) – Maxstraße – Weißeritzstraße – Pieschener Allee – Schlachthofring – Schlachthof | 4,9 km  | 15 (12) min          | 19,6 (24,5) km/h        |                                                                            |
| 75         | Goppeln, Hauptstraße – Leubnitzer Straße – Goppelner Straße – Wilhelm-Franke-Straße – Zschertnitzer Straße – Altleubnitz – Neuostra – Zschertnitzer Straße – Wilhelm-Franke-Straße – Teplitzer Straße – Lockwitzer Straße – Prof.-Dieckmann-Straße [Wasastraße] – Franz-Liszt-Straße – Tiergartenstraße – Parkstraße – Leningrader Straße [St. Petersburger Straße] – Pillnitzer Straße – Striesener Straße – Hans-Grundig-Straße [teilweise Elisenstraße] – Pfotenhauerstraße – Johannstadt, Straßenbahnhof | 13,5 km | 39 (33) min          | 20,8 (24,6) km/h        |                                                                            |
| 76         | Mockritz, Münzteichweg – Boderitzer Straße – Possendorfer Straße – Innsbrucker Straße – Bergstraße – (weiter wie Linie 72 über Dohnaer Straße) – Am Galgenberg – Tögelstraße – Lockwitz, Am Plan | 13,8 km | 36 (30) min          | 23,0 (27,6) km/h        |                                                                            |
| 77         | Grenzstraße (Klotzsche) – Grenzstraße – Straße 11 (Hermann-Reichelt-Straße) – Flughafen – Karl-Marx-Straße – Königsbrücker Landstraße – Zur neuen Brücke – Bahnhof Klotzsche – Königsbrücker Landstraße – Flugzeugwerft | 8,1 km  | 19 min               | 25,6 km/h               |                                                                            |
| 78         | Platz der Einheit [Albertplatz] – Otto-Buchwitz-Straße [Königsbrücker Straße] – Königsbrücker Landstraße – Karl-Marx-Straße – Flughafen, Straßenbahnhof | 8,0 km  | 17 min               | 28,2 km/h               | Sonderverkehrslinie                                                        |
| 80         | Omsewitz (Blockumfahrung in Richtung Altomsewitz – Ziegeleistraße – Freiheit) – Gompitzer Straße – Steinbacher Straße – Grillparzerstraße – Altcotta – Rudolf-Renner-Brücke [Flügelwegbrücke] – Washingtonstraße – Kötzschenbroder Straße – Riegelplatz – Lommatzscher Straße – Bunsenstraße – Leipziger Straße – Am Trachauer Bahnhof – Kopernikusstraße – Aachener Straße – Platanenstraße (Rückweg über Edmund-Fink-Straße [Burgsdorffstraße]) – Großenhainer Straße – Moritzburger Landstraße – Dresdner Straße – Schulstraße – Hauptstraße – Mühlweg – Ludwig-Kossuth-Straße – Wilhelm-Külz-Straße [Boltenhagener Straße] – Hauptstraße [Boltenhagener Straße] – Boltenhagener Straße – Gertrud-Caspari-Straße – Königsbrücker Landstraße – Zur neuen Brücke – Bahnhof Klotzsche – Königsbrücker Landstraße – Grenzstraße –Klotzsche, Grenzstraße | 24,1 km | 62 (47) min          | 23,3 (30,8) km/h        |                                                                            |
| 81         | Liststraße – Großenhainer Straße – Weinböhlaer Straße – Radeburger Straße – Saßnitzer Straße – Keulenbergstraße – Wilschdorf | 6,1 km  | 13 (12) min          | 28,7 (30,5) km/h        |                                                                            |
| 82         | Löbtau, Schillingplatz – Otto-Franke-Straße [Bünaustraße] (Gegenrichtung über Poststraße) – Dölzschener Straße – Wiesbadener Straße – Kölner Straße (nur Richtung Dölzschen) – Altnaußlitz – Burgwartstraße – Am Dölzschgraben – Dölzschen, Altdölzschen | 3,7 km  | 11 (9) min           | 20,2 (24,7) km/h        |                                                                            |
| 83         | Pillnitz, Schleife – Pillnitzer Landstraße – John-Scheer-Straße [Orangeriestraße] – Lohmener Straße – Dresdner Straße [Kastanienallee] – Borsbergstraße – Richard-Wagner-Straße – Graupa, Tschaikowsky-Platz (– Bonnewitzer Straße – Graupa-Bonnewitz) | 7,7 km  | 16 (14) min          | 28,9 (33,0) km/h        | bis und ab Graupa-Bonnewitz vier Fahrten mo.–fr.                           |
| 84         | Blasewitz, Schillerplatz – Loschwitzer Straße (Einstieg, Gegenrichtung über Tolkewitzer Straße (Ausstieg), Kretschmer- und Berggartenstraße) – Loschwitzer Brücke – Körnerplatz – Grundstraße – Tännichtstraße – Valtenbergstraße – Roseggerstraße – Krügerstraße – Oeserstraße – Schwebebahn, Obere Station – Oeserstraße – Krügerstraße – Hutbergstraße – Gönnsdorfer Straße – Bühlauer Straße – Rochwitz, Altrochwitz (Rückfahrt direkt zur Krügerstraße) | 7,3 km  | 20 (17) min          | 22,0 (25,6) km/h        |                                                                            |
| 85         | Pillnitz, Schleife – Pillnitzer Landstraße – Körnerplatz – Loschwitzer Brücke – Schillerplatz – Tolkewitzer Straße – Oehmestraße (Gegenrichtung über Berggartenstraße – Loschwitzer Straße) –Niederwaldplatz – Altenberger Straße – Enderstraße – Oskar-Röder-Straße – Lohrmannstraße – Reicker Straße – Altreick – Mügelner Straße – Langer Weg – Dohnaer Straße – Am Galgenberg – Tögelstraße – Lockwitz, Am Plan | 17,1 km | 45 (38) min          | 22,8 (27,0) km/h        |                                                                            |
| 86         | Hammerweg – Dr.-Kurt-Fischer-Allee [Stauffenbergallee] – Radeberger Straße – Charlottenstraße – Heideparkstraße (Gegenrichtung über Fischhausstraße – Bautzner Straße – Klarastraße zur Charlottenstraße) | 4,7 km  | 10 min               | 28,2 km/h               | sechs Fahrten werktags                                                     |
| 87         | Lockwitz, Am Plan – Maxener Straße – Lockwitzer Straße – Dorfplatz Borthen – Neuborthener Straße – Röhrsdorfer Straße – Röhrsdorf, Hauptstraße | 2,8 km  | 8 min                | 21,0 km/h               |                                                                            |
| 88         | Dobritz, Wilhelm-Liebknecht-Straße – Breitscheidstraße – Ernst-Schneller-Straße [Moränenende] – Mügelner Straße – Edgar-André-Straße [Bismarckstraße] – Bahnhofstraße – Heidenauer Straße – Prof.-Billroth-Straße (Gegenrichtung von Prof.-Billroth-Straße zur Edgar-André-Straße) – Lugaer Straße – Kleinlugaer Straße – Luga (Rückfahrt über Dohnaer Straße – Krebser Straße – Peter-Vischer-Straße zur Lugaer Straße) | 4,5 km  | 14 min               | 19,3 km/h               |                                                                            |
| 89         | Gruna, Grunaer Weg – Tiergartenstraße – Oskarstraße – Lockwitzer Straße – Heinrich-Zille-Straße – Teplitzer Straße (Gegenrichtung über Lenbachstraße) – Gostritzer Straße – Boderitzer Straße – Babisnauer Straße – Altmockritz – Münzmeisterstraße – Südhöhe – Kohlenstraße – Karlsruher Straße – Kleinnaundorfer Straße – Kleinnaundorf, Meßweg | 11,2 km | 29 (24) min          | 23,2 (28,0) km/h        |                                                                            |
| 90         | Löbtau, Schillingplatz – Otto-Franke-Straße [Bünaustraße] (Gegenrichtung über Poststraße) – Dölzschener Straße – Wiesbadener Straße – Kölner Straße (nur Richtung Pesterwitz) – Altnaußlitz – Saalhausener Straße – Dresdner Straße [Elbtalblick] – Gorbitzer Straße – Wurgwitzer Straße [Zum Weingarten] – Schulstraße [Am Pfarrgarten] – Pesterwitz, Zauckeroder Straße [Dorfplatz] | 5,2 km  | 15 (12) min          | 20,8 (28,0) km/h        |                                                                            |
| 91         | (Radebeul-Serkowitz – Kötzschenbrodaer Straße –) Kaditz, Am Vorwerksfeld – wie Linie 71 – ab Rehefelder Straße: Wurzener Straße – Leisniger Straße – Trachenberger Straße – Maxim-Gorki-Straße – wie Linie 71 – Klotzsche, Grenzstraße | 15,8 km | 40 (32) min          | 23,7 (27,8) km/h        |                                                                            |
| 92         | Cotta, Roquettestraße – Gottfried-Keller-Straße (Gegenrichtung über Warthaer Straße) – Meißner Landstraße – Am Lehmberg – Warthaer Straße – Ockerwitzer Straße [Ockerwitzer Allee] – Ockerwitz, Dorfplatz [Ockerwitzer Dorfplatz] | 3,3 km  | 8 min                | 24,8 km/h               |                                                                            |
| 93         | Löbtau, Willi-Ermer-Platz [Ebertplatz] – wie Linie 61 – Bühlau, Siegfried-Rädel- [Ullersdorfer] Platz – Quohrener Straße – Bühlauer Straße – Pappritzer Straße – Fernsehturmstraße – Fernsehturm | 18,4 km | 51 (45) min          | 21,7 (24,5) km/h        |                                                                            |
| 95         | Pillnitz, Schleife – Pillnitzer Landstraße – John-Scheer-Straße [Orangeriestraße] – Lohmener Straße – Dampfschiffstraße – Söbrigener Straße – Oberpoyritzer Straße – Söbrigen, Altsöbrigen | 3,6 km  | 8 min                | 27,0 km/h               | acht Fahrten mo.–fr., keine Fahrt an sa., zwei Fahrten sonn- und feiertags |
| 96         | Leuben (auf der Rückfahrt über Kastanien- und Berthold-Haupt-Straße) – Pirnaer Landstraße – Bahnhofstraße – Lockwitztalstraße – Altlockwitz – Am Plan – Tögelstraße – Am Galgenberg – Lockwitzgrund – Hummelmühle – Lockwitzgrund – Lockwitzer Straße – Kreischa, Haußmannplatz | 11,4 km | 25 (22) min          | 27,4 (31,1) km/h        |                                                                            |
| 97         | Ringverkehr Klotzsche: Klotzsche, Bahnhof – Zur neuen Brücke – Königsbrücker Landstraße – Karl-Marx-Straße – Flughafen – Straße 11 (Hermann-Reichelt-Straße) – Grenzstraße – Königsbrücker Landstraße – Wolgaster Straße – Klotzsche, Bahnhof | 6,6 km  | 15 min               | 26,4 km/h               |                                                                            |
| 99         | Hauptbahnhof, Hans-Dankner-Straße – Leningrader Straße [St. Petersburger Straße] – Dr.-Rudolf-Friedrichs-Brücke [Carolabrücke] – Straße der Einheit [Albertstraße] – Platz der Einheit [Albertplatz] – Antonstraße – Dr.-Friedrich-Wolf-Platz [Schlesischer Platz] – Antonstraße – Hansastraße – Radeburger Straße – Ludwig-Kossuth-Straße – Wilhelm-Külz-Straße [Boltenhagener Straße] – Hauptstraße [Boltenhagener Straße] – Boltenhagener Straße – Karl-Marx-Straße – Flughafen | 13,0 km | 30 min               | 26,0 km/h               | Flughafen-Zubringer                                                        |
| 50         | Pirnaischer Platz – Leningrader Straße [St. Petersburger Straße] – Dr.-Rudolf-Friedrichs-Brücke [Carolabrücke] – Straße der Einheit [Albertstraße] – Platz der Einheit [Albertplatz] – Bautzner Straße – Fischhausstraße – Radeberger Straße – Heidemühle | 10,0 km | 19 min               | 31,6 km/h               | Ausflugslinie nur am Wochenende und feiertags                              |
| 51         | Bühlau, Siegfried-Rädel- [Ullersdorfer] Platz – Ullersdorfer Straße – Ullersdorfer Landstraße – Hauptstraße [Ullersdorfer Hauptstraße] – Ullersdorf | 4,8 km  | 9 min                | 32,0 km/h               | Ausflugslinie nur am Wochenende und feiertags                              |

Für das Jahr 1996 gaben die Dresdner Verkehrsbetriebe AG folgende Kennzahlen für den von ihr betriebenen Busverkehr an:
- 026 Stadtlinien mit 235 km Linienlänge (längste Linie (80): Omsewitz–Klotzsche, 24,3 km; kürzeste Linie (74): Postplatz–Schlachthof, 2,7 km)
- 365 Haltestellen, mittlerer Haltestellenabstand 532 Meter, mittlere Reisegeschwindigkeit 21,5 km/h
- 327 Busfahrer
- Fahrzeuge: 50 Ikarus 280; 59 Mercedes-Benz O 405 / O 405 N; 19 Mercedes-Benz O 405 GN; 27 MAN NG 272
- 978,1 Mio. Platzkilometer/Jahr; 161,4 Mio. Personenkilometer; 11,2 Mio. Nutzwagenkilometer

#### Liniennetz 2000 der Dresdner Verkehrsbetriebe
Nach mehreren kleineren Anpassungen wurde nach intensiven Vorarbeiten mit Wirkung vom 28. Mai 2000 das Netz Dresdner Linien 2000 der Dresdner Verkehrsbetriebe AG eingeführt. Dabei wurden 12 Straßenbahnlinien, das heißt nahezu alle Linien, geändert oder gerieten in Wegfall. Von den zu diesem Zeitpunkt betriebenen 32 Buslinien wurden 17 Linien geändert.
Das Liniennetz der Dresdner Linien 2000 wurde ab dem 28. Mai 2000 wie folgt betrieben:
| Linien-Nr. | Fahrtweg                                                                                  | Taktfolge    | Taktfolge    | Taktfolge | Einsatzzeit | Bemerkungen |
| ---------- | ----------------------------------------------------------------------------------------- | ------------ | ------------ | --------- | ----------- | --- |
| Linien-Nr. | Fahrtweg                                                                                  | HVZ mo.– fr. | NVZ mo.– fr. | sa./so.   | Einsatzzeit | Bemerkungen |
| 61         | Löbtau – Südvorstadt – Striesen – Bühlau                                                  | 10           | 10           | 15        | 5–1 Uhr     | |
| 70         | (Pennrich –) Gompitz – Wölfnitz (– Cotta – Übigau – Trachau – Betriebshof Trachenberge)   | 20           | 20           | 30        | 5–1 Uhr     | in der HVZ Gompitz – Wölfnitz 10-min-Takt, 9–12 und 21–1 Uhr nur Gompitz – Wölfnitz                                                       |
| 71         | Coschütz, Saarstraße – Gittersee – Kleinnaundorf                                          | 30           | 30           | 30        | 5–23 Uhr    | 23–5 Uhr als alita |
| 72         | Coschütz – Südhöhe – Hauptbahnhof – Prohlis – Luga                                        | 10           | 10           | 15        | 5–1 Uhr     | 1–5 Uhr alita: Prohlis – Luga |
| 73         | Reick – Leuben – Großzschachwitz – Heidenau                                               | 10           | 10           | 15        | 5–1 Uhr     | |
| 74         | Johannstadt – Fetscherplatz – Comeniusplatz                                               | 10           | 10           | 15        | 5–1 Uhr     | kombiniert mit Linie 83 |
| 75         | Johannstadt – Pirnaischer Platz – Lennéplatz – Strehlen – Leubnitzer Höhe – Goppeln       | 7,5          | 10           | 15        | 5–1 Uhr     | 1–5 Uhr nur Johannstadt – Postplatz sowie alita: Wasaplatz – Leubnitzer Höhe                                                              |
| 76         | Mockritz – Kaitz – Südhöhe – Hauptbahnhof – Prohlis – Lockwitz                            | 20           | 20           | 30        | 5–21 Uhr    | 21–1 Uhr alita: Südhöhe – Zschertnitzer Straße                                                                                            |
| 77         | Flughafen – Karl-Marx-Straße – Klotzsche, Infineon                                        | 10           | 10           | 15        | 5–1 Uhr     | 1–5 Uhr alita Karl-Marx-Straße – Flughafen                                                                                                |
| 78         | Postplatz – Könneritzstraße – Waltherstraße – Neue Messe                                  | –            | –            | –         | –           | nur bei Messeveranstaltungen, nach Bedarf                                                                                                 |
| 80         | Omsewitz – Cotta – Übigau – Trachau – Wilder Mann – Boxdorf – Klotzsche (Infineon)        | 20           | 20           | 30        | 5–1 Uhr     | |
| 81         | Liststraße – Wilschdorf (AMD)                                                             | 20           | 30           | 30        | 5–23 Uhr    | 23–5 Uhr als alita |
| 82         | Neue Messe – Postplatz – Plauen (– Löbtau Süd) – Naußlitz – Dölzschen                     | 20           | 20           | 30        | 0–24 Uhr    | Taktverdichtung Postplatz – Löbtau Süd, im Nachtverkehr Postplatz – Dölzschen                                                             |
| 83         | (Bonnewitz –) Graupa – Pillnitz – Loschwitz – Blasewitz – Striesen – Comeniusplatz        | 10           | 10           | 15        | 5–1 Uhr     | kombiniert mit Linie 74, Pillnitz – Graupa 30-min-Takt, 23–1 Uhr alita: Pillnitz – Graupa, 1–5 Uhr alita Schillerplatz – Pillnitzer Platz |
| 84         | Steglichstraße – Oberloschwitz – Rochwitz                                                 | 20           | 30           | 30        | 5–23 Uhr    | 23–5 Uhr alita: Schillerplatz – Rochwitz                                                                                                  |
| 85         | Loschwitz – Blasewitz – Seidnitz – Reick – Prohlis – Lockwitz (– Röhrsdorf)               | 10           | 10           | 15        | 5–1 Uhr     | Prohlis – Lockwitz 30-min-Takt, Lockwitz – Röhrsdorf Stundentakt, 21–5 Uhr alita: Prohlis – Lockwitz                                      |
| 86         | Striesen – Seidnitz – Laubegast – Kleinzschachwitz – Sporbitz – Heidenau                  | 20           | 20           | 30        | 5–21 Uhr    | |
| 87         | Wilschdorf (AMD) – Hellerau – Klotzsche – Flugzeugwerft                                   | 20           | 60           | 30        | 5–21 Uhr    | am Wochenende nur Bf. Klotzsche – Wilschdorf (AMD)                                                                                        |
| 88         | Luga – Niedersedlitz – Prohlis – Nickern                                                  | 20           | 20           | 30        | 5–21 Uhr    | |
| 89         | Löbtau – Plauen – Coschütz – Südhöhe (– Zschertnitz Ost) – Strehlen – Betriebshof Gruna   | 10           | 10           | 15        | 5–1 Uhr     | 1–5 Uhr alita: Wasaplatz – Mockritz, Münzteichweg                                                                                         |
| 90         | Löbtau – Naußlitz – Pesterwitz – Altfranken                                               | 20           | 20           | 30        | 5–1 Uhr     | |
| 91         | Waldschlößchen – Albertstadt – Pieschen – Mickten (– Altkaditz) – Kaditz (– Altserkowitz) | 10           | 10           | 15        | 5–1 Uhr     | 1–5 Uhr alita: Prohlis – Luga |
| 92         | Cotta – Ockerwitz                                                                         | 20           | 20           | 30        | 5–21 Uhr    | 21–5 Uhr als alita |
| 93         | Weißig – Bühlau – Gönnsdorf – Fernsehturm                                                 | 10           | 20           | 15        | 5–1 Uhr     | 0–5 Uhr alita: Bühlau – Fernsehturm, 1–5 Uhr alita: Bühlau – Weißig                                                                       |
| 94         | Postplatz – Friedrichstadt – Cotta – Cossebaude (– Niederwartha)                          | 15           | 20           | 20        | 0–24 Uhr    | |
| 96         | Kleinzschachwitz (Fähre) – Niedersedlitz – Lockwitz – Kreischa                            | 30           | 30           | 30        | 5–1 Uhr     | mo.–fr. 15-min-Takt Kleinzschachwitz – Lockwitz                                                                                           |
| 97         | Hellerau (Werkstätten) – Hellerau (Markt) – Klotzsche – Königswald – Flughafen            | 20           | 20           | 30        | 5–21 Uhr    | |

Für das Jahr 2006 gaben die Dresdner Verkehrsbetriebe AG folgende Kennzahlen für den von ihr betriebenen Busverkehr an:
- 028 Stadtlinien mit 295,7 km Linienlänge (längste Linie 89; kürzeste Linie 79 – ohne nähere Angaben),
- 425 Haltestellen (davon 98 gemeinsam mit der Straßenbahn), mittlerer Haltestellenabstand 460 Meter, mittlere Reisegeschwindigkeit 21,5 km/h,
- 253 Busfahrer (Stammpersonal)
- Fahrzeuge: 13 Mercedes-Benz Niederflur-Solobus; 43 Mercedes-Benz Niederflur-Gelenkbus; 14 MAN Niederflur-Solobus; 42 MAN Niederflur-Gelenkbus; 16 Solaris Niederflur-Solobus; 34 Solaris Niederflur-Gelenkbus; 1 Solaris Hybrid-Gelenkbus (ohne nähere Typenspezifizierung)
- 1135,8 Mio. Platzkilometer/Jahr; 195,0 Mio. Personenkilometer (einschließlich alita); 13,6 Mio. Zugkilometer (entspricht dem früher verwendeten Begriff der Nutzkilometer).[27]

#### Linienreform 2009 der Dresdner Verkehrsbetriebe AG
Die letzte (große) Linienreform der DVB erfolgte 2009 mit der Umstellung auf die 60er-Linien, die tagsüber mindestens im 10-Minuten-Takt verkehren. Alle weiteren Liniennummern weisen verlängerte Taktzeiten auf. Dabei wurden weitere, bisher nicht durch den Bus bediente Gebiete Dresdens neu erschlossen.
| Linien-Nr.        | Fahrtweg                                                                                | wichtigste Takte im Stammabschnitt | wichtigste Takte im Stammabschnitt | wichtigste Takte im Stammabschnitt | wichtigste Takte im Stammabschnitt | Einsatzzeit       | Bemerkungen |
| ----------------- | --------------------------------------------------------------------------------------- | ---------------------------------- | ---------------------------------- | ---------------------------------- | ---------------------------------- | ----------------- | --- |
| Linien-Nr.        | Fahrtweg                                                                                | mo.–fr.                            | sa.                                | so.                                | abends                             | Einsatzzeit       | Bemerkungen |
| 60er Buslinien    |                                                                                         |                                    |                                    |                                    |                                    |                   | |
| 61                | Löbtau – Südvorstadt – Striesen – Bühlau – Weißig / Fernsehturm                         | 10                                 | 10                                 | 15                                 | 15                                 | 5–1 Uhr           | Nachtverkehr: Bühlau – Weißig, Bühlau – Fernsehturm als alita                                                       |
| 62                | Dölzschen / Löbtau Süd – Prager Straße – Johannstadt / Uni-Klinikum                     | 10                                 | 10                                 | 15                                 | 15                                 | 24 Std.           | Nachtverkehr: ab Johannstadt weiter bis Schillerplatz, weiter als Linie 63 nach Pillnitz                            |
| 63                | Löbtau – Südhöhe – Striesen – Pillnitz – Graupa – Bonnewitz                             | 10                                 | 15                                 | 15                                 | 15                                 | 5–1 Uhr           | Nachtverkehr: Pillnitz – Schillerplatz, weiter als Linie 62 Richtung Johannstadt, Zschertnitz – Wasaplatz als alita |
| 64                | Waldschlößchen – Neustadt – Pieschen – Kaditz, Am Vorwerksfeld                          | 10                                 | 10                                 | 15                                 | 15                                 | 5–1 Uhr           | |
| 65                | Blasewitz – Seidnitz – Reick – Dobritz – Leuben – Heidenau / Luga                       | 10                                 | 15                                 | 15                                 | 15                                 | 5–1 Uhr           | Nachtverkehr: Altleuben – Luga als alita                                                                            |
| 66                | Coschütz / Mockritz – Hauptbahnhof – Prohlis – Nickern / Lockwitz                       | 10                                 | 10                                 | 15                                 | 15                                 | 5–1 Uhr           | Nachtverkehr: Prohlis – Leuben als alita                                                                            |
| Weitere Buslinien |                                                                                         |                                    |                                    |                                    |                                    |                   | |
| 70                | Gompitz – Cotta – Trachau – Hellerau – Klotzsche, Bahnhof (- Industriegebiet Nord)      | 20                                 | 30                                 | 30                                 | 30                                 | 5–1 Uhr           | Nachtverkehr: Wölfnitz – Altfrankener Park als alita                                                                |
| 71                | Coschütz, Saarstraße – Gittersee – Kleinnaundorf                                        | 30                                 | 30                                 | 30                                 | 30                                 | 5–1 Uhr           | Nachtverkehr: als alita                                                                                             |
| 72                | ElbePark – Radebeul – Boxdorf – Hellerau – Klotzsche, Bahnhof (- Klotzsche ZMD)         | 30                                 | 60                                 | 60                                 | 30                                 | 5–21 Uhr          | |
| 74                | Johannstadt – Striesen – Gruna – Reick, Hülße-Gymnasium                                 | 20                                 | 30                                 | 30                                 | 30                                 | 5–1 Uhr           | |
| 75                | Messe Dresden / Pirnaischer Platz – Strehlen – Leubnitz –Leubnitzer Höhe – Goppeln      | 10                                 | 15                                 | 15                                 | 15                                 | 5–1 Uhr           | Nachtverkehr: Wasaplatz – als alita                                                                                 |
| alita 76          | Hp. Pieschen – Trachenberge, JVA                                                        | 30                                 | 30                                 | 30                                 | –                                  | 5–19 Uhr          | nur als alita |
| 77                | Klotzsche, Infineon – Flughafen                                                         | 20                                 | 20                                 | 30                                 | 30                                 | 5–1 Uhr           | Nachtverkehr: als alita                                                                                             |
| 78                | Hellerau – Boxdorf, Gewerbegebiet                                                       | 20                                 | –                                  | –                                  | –                                  | 5–8 und 15–19 Uhr | |
| 79                | Mickten – Übigau                                                                        | 20                                 | 20                                 | 30                                 | 30                                 | 5–21 Uhr          | Nachtverkehr: als alita                                                                                             |
| 80                | Omsewitz – Cotta – Pieschen – Boxdorf – Flughafen – Klotzsche, Bahnhof                  | 20                                 | 30                                 | 30                                 | 30                                 | 5–1 Uhr           | Nachtverkehr: als alita                                                                                             |
| 81                | Bahnhof Neustadt – Hellerberge – Wilschdorf, Industriegebiet                            | 20                                 | 30                                 | 30                                 | 30                                 | 24 Std.           | gemeinsam mit Linie 328; Nachtverkehr: Liststraße – Wilschdorf als alita                                            |
| 84                | Blasewitz – Rochwitz – Bühlau                                                           | 30                                 | 30                                 | 30                                 | 30                                 | 24 Std.           | gemeinsam mit Linie 309; Nachtverkehr: Schillerplatz – Rochwitz als alita                                           |
| 85                | Striesen, Niederwaldplatz – Gruna – Strehlen – Löbtau Süd                               | 20                                 | 30                                 | 30                                 | 30                                 | 5–21 Uhr          | |
| 86                | Heidenau – Laubegast – Dobritz – Prohlis – Lockwitz – Kreischa                          | 20                                 | 30                                 | 30                                 | 30                                 | 5–1 Uhr           | gemeinsam mit Bus F (Stadtverkehr Pirna und Linie 386), ab 21 Uhr nur Dobritz – Kreischa                            |
| 87                | Striesen, Altenberger Straße – Tolkewitz – Reick – Leubnitz– Mockritz, Otto-Pilz-Straße | 20                                 | 30                                 | 30                                 | 30                                 | 5–21 Uhr          | |
| 88                | Kleinzschachwitz, Fähre – Niedersedlitz – Prohlis                                       | 15                                 | 30                                 | 30                                 | 30                                 | 5–21 Uhr          | |
| 89                | Niedersedlitz – Lockwitz – Röhrsdorf                                                    | 30                                 | 30                                 | 30                                 | 30                                 | 5–1 Uhr           | Nachtverkehr: ab 21 Uhr als alita                                                                                   |
| 90                | Löbtau – Naußlitz – Pesterwitz – Gompitz                                                | 20                                 | 30                                 | 30                                 | 30                                 | 5–1 Uhr           | |
| 91                | Cotta – Briesnitz – Rennersdorf – Gompitz                                               | verschiedene                       | verschiedene                       | verschiedene                       | verschiedene                       | 5–21 Uhr          | Betrieb durch Satra Eberhardt GmbH                                                                                  |
| 92                | Cotta – Ockerwitz                                                                       | 20                                 | 30                                 | 30                                 | 30                                 | 5–21 Uhr          | Nachtverkehr: als alita                                                                                             |
| 93                | Cotta – Briesnitz – Mobschatz – Cossebaude – Oberwartha                                 | verschieden                        | verschieden                        | verschieden                        | verschieden                        | 5–21 Uhr          | Betrieb durch Satra Eberhardt GmbH                                                                                  |
| 94                | Postplatz – Cotta – Cossebaude / Niederwartha                                           | 20                                 | 30                                 | 30                                 | 30                                 | 24 Std.           | |
| alita 95          | Cossebaude – Niedergohlis                                                               | 40                                 | –                                  | –                                  | –                                  | 6–18 Uhr          | |
| alita 97          | Leutewitz – Zschonergrundmühle                                                          | 120                                | –                                  | –                                  | –                                  | 6–20 Uhr          | |
| 98A               | Weißig – Pappritz – Gönnsdorf – Niederpoyritz                                           | 60                                 | –                                  | –                                  | –                                  | 6–20 Uhr          | Betrieb durch Hochlandexpress Straßenverkehrsunternehmen Christoph Wessel e.K.                                      |
| 98B               | Weißig – Schönfeld – Rockau – Cunnersdorf – Niederpoyritz                               | 60                                 | 120                                | 120                                | –                                  | 6–20 Uhr          | Betrieb durch Hochlandexpress Straßenverkehrsunternehmen Christoph Wessel e.K.                                      |
| 98C               | (Weißig –) Schönfeld – Borsberg                                                         | 60                                 | 120                                | 120                                | –                                  | 6–20 Uhr          | Betrieb durch Hochlandexpress Straßenverkehrsunternehmen Christoph Wessel e.K.                                      |
| 99                | Postplatz (Zwinger) – Kongresszentrum – Messe Dresden                                   | –                                  | –                                  | –                                  | –                                  | –                 | Bedarfslinie, verkehrte nur nach besonderem Aufruf                                                                  |

### Regionale Linien
Nach der Wende und in den ersten Jahren der deutschen Einheit wurden aus den Einzelbetrieben des VEB Kraftverkehrskombinates Dresden, das an die Treuhand gegangen war, unter Zerschlagung dieses Unternehmenstyps die ihm untergeordneten einzelnen regionalen VEBs in nunmehr eigenständige Unternehmen umgewandelt und diese im Wesentlichen kommunalisiert. So wurde beispielsweise die Oberelbische Verkehrsgesellschaft Pirna-Sebnitz als Nachfolger des VEB Kraftverkehr Pirna am 10. Februar 1992 gegründet. Gleiches gilt zwar für die „Regionalverkehr Dresden“ mit ihrer Gründung am 6. Dezember 1991. Diese Gesellschaft verkaufte ihre Hauptanteile an DB Regio: Paradoxerweise kamen auf diese Weise die Reichsbahn-Kraftomnibus-Linien von vor 1945, die nach 1945 dem VEB Kraftverkehr Dresden „zugeordnet“ worden waren, wieder an die Eisenbahn zurück.
Trotz dieser Unternehmensentwicklungen ist unverändert der regionale Busverkehr mit seinen Linien erhalten geblieben. Da bereits zu DDR-Zeiten die Stadt Dresden ein gemeinsames Fahrplanheft für die Region herausgab und 1990/91 die Entscheidung traf, dies auch weiterhin tun zu wollen, waren die regionalen Unternehmen mehr oder minder zu einer Kooperation verpflichtet. Diese wurde zwar durch die Landräte als nunmehrige Gesellschafter ungern gesehen (zum Teil dagegen opponiert), der pragmatische Effekt führte allerdings zur Gründung des Verkehrsverbundes Oberelbe (VVO) im Januar 1994, als erster Verkehrsverbund in den ostdeutschen Bundesländern überhaupt.
Über diesen Verkehrsverbund sind folgende Unternehmen mit regionalen Busleistungen oder Sonderverkehren in Dresden vertreten (Stand 2019):
Folgende Unternehmen sind Partner im Verbundgebiet:
- Müller Busreisen, Stolpen (zusätzlich zu den Stadtverkehrslinien 98A, 98B und 98C)
- Regionalverkehr Sächsische Schweiz-Osterzgebirge (RVSOE)
- Verkehrsgesellschaft Meißen (VGM)
- Regionalbus Oberlausitz (RBO)
- Verkehrsgesellschaft Hoyerswerda (VGH)
- Satra Eberhardt (SATRA), Kesselsdorf

## Eingesetzte Fahrzeuge

### Liste aller eingesetzten Fahrzeuge 1914–2007
Die Liste enthält alle Busse, die von der Städtischen Straßenbahn zu Dresden und ihren Nachfolgern zwischen 1914 und 2007 eingesetzt wurden bzw. 2007 im Einsatz waren. Für die Liste der zwischen 1947 und 1975 eingesetzten O-Busse und ihre Anhänger siehe Oberleitungsbus Dresden. Vergleichbare Listen der regionalen Busunternehmen sind derzeit nicht bekannt.
| Fabrikat          | Typ            | Baujahr     | Anzahl ab 1914 | Anzahl ab 1949 | Anzahl ab 1971 | Verbleib, Bemerkungen                                                                           |
| ----------------- | -------------- | ----------- | -------------- | -------------- | -------------- | ----------------------------------------------------------------------------------------------- |
| NAG*              |                | 1914        | 6              |                |                | 1914 an Heeresverwaltung, Verbleib unbekannt                                                    |
| Daimler           | DC3            | 1914        | 6              |                |                | 1914 an Heeresverwaltung, Verbleib unbekannt                                                    |
| Büssing           | IV GL / VI GL  | 1925/1926   | 13             | unbekannt      |                | 1928–1956 ausgesondert                                                                          |
| Büssing           | III GL         | 1926        | 2              |                |                | 1942–1945 wahrscheinlich an Wehrmacht                                                           |
| Büssing           | VI GL n        | 1928        | 4              | 3              |                | 1947–1960 ausgesondert                                                                          |
| Büssing           | VI GL n        | 1930        | 15             | 3              |                | Umbau 1933–1934, 1939–1961 ausgesondert                                                         |
| MAN**             | NON            | 1928        | 2              | unbekannt      |                | 1945–1962 ausgesondert                                                                          |
| NAG / Presto      |                | 1932        | 1              |                |                | 1933 ausgesondert                                                                               |
| MAN               | N6             | 1931        | 1              | 1              |                | 1961 ausgesondert                                                                               |
| Büssing           | 802N           | 1935        | 5              | 2              |                | teilweise 1939 zur Wehrmacht, Rest bis 1962 ausgesondert                                        |
| Büssing NAG       | 900 N          | 1937–1939   | 9              | 4              |                | 1945–1962 ausgesondert, ein Exemplar seit 1986 historisches Fahrzeug                            |
| Opel-Blitz        | 3,6-47 NR      | 1937/1938   | 6              | 3              |                | 1939–1958 ausgesondert                                                                          |
| Opel-Blitz        | 75             | 1938        | 1              |                |                | 1945 Kriegsverlust                                                                              |
| Opel-Blitz        | 75             | 1942        | 4              |                |                | zwei Stück 1945 Kriegsverlust, zwei Stück 1947 verkauft (Verkauf 1947 zur Inbetriebnahme O-Bus) |
| Gräf & Stift      | D120L          | 1942        | 4              | 1              |                | 1945–1960 ausgesondert                                                                          |
| Büssing           | 4500T          | 1944        | 3              | 3              |                | 1961–1963 ausgesondert                                                                          |
| Daimler-Benz      | O 3750         |             |                | 1              |                | 1959 ausgesondert                                                                               |
| Chevrolet         |                |             |                | 1              |                | 1958 ausgesondert                                                                               |
| MAN               | E2             |             |                | 1              |                | 1962 ausgesondert                                                                               |
| Ikarus            | 601            | 1954        |                | 6              |                | 1966–1973 ausgesondert                                                                          |
| Ikarus            | 602            | 1954        |                | 1              |                | 1967 ausgesondert                                                                               |
| Ikarus            | 60             | 1955/1956   |                | 25             | 5              | 1967–1974 ausgesondert                                                                          |
| Crossley / DAF*** | PT421          | 1947 (1955) |                | 7              |                | Sattelzugomnibus, 1964–1969 ausgesondert                                                        |
| IFA****           | H6B/S          | 1954–1956   |                | 23             | 22             | 1971–1974 ausgesondert                                                                          |
| IFA               | H6B/L          | 1955–1957   |                | 12             | 12             | 1971–1973 ausgesondert                                                                          |
| Ikarus            | 30             | 1952 (1956) |                | 3              |                | 1963–1968 ausgesondert                                                                          |
| Škoda             | 706 RO         | 1956        |                | 5              | 2              | 1970–1972 ausgesondert                                                                          |
| Ikarus            | 66             | 1958–1971   |                | 60             | 61             | 1969–1976 ausgesondert                                                                          |
| Ikarus            | 55             | 1962–1971   |                | 3              | 8              | 1973–1977 ausgesondert                                                                          |
| Ikarus            | 630            | 1964        |                | 3              | 3              | 1975 ausgesondert                                                                               |
| Ikarus            | 180.02         | 1968–1973   |                | 20             | 52             | 1979–1987 ausgesondert                                                                          |
| Ikarus            | 180.03         | 1969        |                | 2              | 2              | 1983/1984 ausgesondert                                                                          |
| Ikarus            | 556            | 1971        |                | 4              | 32             | 1980–1987 ausgesondert                                                                          |
| Ikarus            | 250            | 1971–1990   |                |                | 9              | 1988–1992 ausgesondert                                                                          |
| Ikarus            | 255            | 1974–1976   |                |                | 6              | 4 Stück 1989–1991 ausgesondert (EDV-Nr. 473 …), 2 Stück 1988–1990 ausgesondert (EDV-Nr. 474 …)  |
| Ikarus            | 256            | 1978–1990   |                |                | 6              | 1991–1993 ausgesondert                                                                          |
| Ikarus            | 260.02         | 1973–1989   |                |                | 15             | 1978–1993 ausgesondert                                                                          |
| Ikarus            | 280.02         | 1974–1990   |                |                | 139            | ab 1989 ausgesondert                                                                            |
| Ikarus            | 280.03         | 1975–1990   |                |                | 9              | ab 1989 ausgesondert                                                                            |
| Ikarus            | 211            | 1978/1979   |                |                | 2              | 1991 ausgesondert                                                                               |
| Mercedes-Benz     | O 305          |             |                |                | 14             | gebraucht übernommen, 1993/1994 ausgesondert                                                    |
| Mercedes-Benz     | O 405          | 1990        |                |                | 10             |                                                                                                 |
| Mercedes-Benz     | O 405 N        | 1990–1993   |                |                | 49             |                                                                                                 |
| Mercedes-Benz     | O 405 GN       | 1992–1994   |                |                | 19             |                                                                                                 |
| Mercedes-Benz     | O 405 GN       | 1997–2001   |                |                | 21             |                                                                                                 |
| MAN               | NG 272         | 1993/1994   |                |                | 28             |                                                                                                 |
| MAN               | NG 312         | 1997/1998   |                |                | 17             |                                                                                                 |
| MAN               | 313            | 2001–2003   |                |                | 15             |                                                                                                 |
| Ikarus            | 417            | 1998        |                |                | 1              |                                                                                                 |
| MAN               | NL 263         | 1999        |                |                | 1              |                                                                                                 |
| MAN               | NL 283         | 2002/2003   |                |                | 10             |                                                                                                 |
| Mercedes-Benz     | O 530 Citaro   | 2000–2003   |                |                | 7              |                                                                                                 |
| Solaris           | Urbino 18      | 2003–2006   |                |                | 34             |                                                                                                 |
| Mercedes-Benz     | O 530 G Citaro | 2003–?      |                |                | ≥3             |                                                                                                 |
| Solaris           | Urbino 12      | 2006–?      |                |                | ≥16            |                                                                                                 |

*: Nationale Automobil-Gesellschaft, Berlin

**: Maschinenfabrik Augsburg-Nürnberg

***: van Doorne Automobilfabrik

****: VEB Kraftfahrzeugwerk „Ernst Grube“ Werdau im Industrieverband Fahrzeugbau (IFA)
Die Modernisierung des Busbestandes verlief innerhalb nur weniger Jahre: Zwischen 1990, als die ersten Busse (Gebrauchtfahrzeuge) als Geschenk z. B. der Dresdner Bank aus Hamburg kamen, und der Außerdienststellung des letzten Ikarus-Busses im Jahr 2001 vergingen nur zehn Jahre. Heute nutzt die DVB Busse der Hersteller EvoBus (nur Mercedes-Benz), MAN und Solaris. Der Doppelgelenkbus des belgischen Herstellers Van Hool (AGG 300) für besonders stark nachgefragte Buslinien wurde 2004 von den Verkehrsbetrieben getestet, zum längeren Einsatz kam es jedoch nicht. Des Weiteren wurde Ende März und Ende September 2007 (sowie 2013) ein vierachsiger Gelenkbus des Typs EvoBus MB O 530 GL (CapaCity) auf seine Einsatzfähigkeit in Dresden getestet: Nach weiteren Tests und Anpassungen gehört seit 2017 der ebenfalls vierachsige Nachfolger Capacity L zum Bestand. Dieser Typ befindet sich auf nachfragestarken Linien im Einsatz.

### Betriebshöfe und Abstellanlagen
Die Liste enthält alle Busbetriebshöfe (Btf.) und Busabstellanlagen (Abst.), die von der Städtischen Straßenbahn zu Dresden und ihren Nachfolgern seit 1925 bestanden bzw. noch in Betrieb sind. Die 1914 vorhandenen Busse wurden in einer eigens angebauten Halle im Straßenbahnhof Trachenberge untergebracht, die dann ab 1925 erneut dafür genutzt wurde.
| Name            | Typ   | Ort                        | Inbetriebnahme | Umbauten  | Auflassung           | Bemerkungen |
| --------------- | ----- | -------------------------- | -------------- | --------- | -------------------- | --- |
| Albertgaragen   | Btf.  | Schandauer Straße          | 1929           |           | 1939                 | 1929 für zehn Jahre angemietet, gehörte ab 1930 als „Ostgaragen“ zum KVG Sachsen, nach WK II Hauptsitz des VEB Güterkraftverkehr Dresden, Hallen 2017 abgerissen, heute Wohnbebauung |
| Avenariusstraße | Abst. | Ferdinand-Avenarius-Straße | 1966           |           | 1994                 | auf Grund des schwer aussprechbaren Namens durch das Personal häufig „Affengasse“ genannt, heute Wohnbebauung                                                                        |
| Blasewitz       | Btf.  | Tolkewitzer Straße         | 1936           |           | 1997                 | 1947–1975 auch O-Bus, heute Einkaufsmarkt |
| Böcklinstraße   | Abst. | Böcklinstraße              | unbekannt      |           | 1985                 | Umzug nach Trachenberge (ebenfalls Freiabstellung) |
| Gruna           | Bhf.  | Tiergartenstraße           | 1992           |           | in Betrieb           | |
| Johannstadt     | Abst. | Käthe-Kollwitz-Ufer        | 1975           |           | 1993                 | Nähe Albertbrücke |
| Klotzsche       | Btf.  | unbekannt                  | 1903           |           | 1904                 | O-Bus (Haide-Bahn) |
| Marschnerstraße | Abst. | Marschnerstraße            | unbekannt      |           | 1975                 | verlegt, neu als „Johannstadt“ |
| Naußlitz        | Btf.  | Kesselsdorfer Straße       | 1939           | 1946–1951 | 1991                 | heute Einkaufsmarkt |
| Sarrasani       | Abst. | Nähe Carolaplatz           | unbekannt      |           | unbekannt            | Freiabstellplätze in der Umgebung des Zirkusgebäudes von Sarrasani in den 1930er Jahren                                                                                              |
| Striesen        | Btf.  | Geisingstraße              | 1930           |           | 1936                 | danach Garagennutzung, heute Autohaus |
| Trachenberge    | Btf.  | Trachenberger Straße       | 1914 1925 1985 |           | 1914 1929 in Betrieb | |
| Wiener Platz    | Abst. |                            | unbekannt      |           | unbekannt            | Freiabstellplätze am und in der Nähe des Wiener Platzes in den 1930er Jahren |

### Entwicklung seit 2007
Ab März 2007 wurde ein Linienbus mit Hybridantrieb getestet. Der Hersteller Solaris kaufte die kombinierte Antriebstechnik aus Dieselmotor, zwei Elektromotoren und Speichereinheiten in den Vereinigten Staaten und setzte sie im Urbino 18 Hybrid ein. Über die Beobachtung eines normalen Busses, der dann vom selben Fahrer gefahren wird, haben Fachleute vom Fraunhofer-Institut für Verkehrs- und Infrastruktursysteme vergleichende Aussagen zum Kraftstoffverbrauch des Hybridantriebs treffen können. Der Vergleich war erforderlich, um die Annahmen über die Amortisation der höheren Anschaffungskosten (rund 380.000 Euro Mehrkosten) durch die Kraftstoffersparnis zu bestätigen, Ziel war es, den Dieselverbrauch von 55 auf 44 l/100 km zu senken.
Für den Aufbau der Hybridbusflotte wurden 2009 zusammen mit den Leipziger Verkehrsbetrieben Fördermittel im Rahmen des Projekts Modellregionen Elektromobilität des Bundesministerium für Verkehr, Bau und Stadtentwicklung beantragt. Seit 2011 sind in Dresden sechs Busse des Typs Hess BGH-N2C Vossloh-Kiepe-Hybridbus, acht Busse des Types Mercedes-Benz Citaro G BlueTec Hybrid sowie drei Fahrzeuge des Typs MAN Lion’s City Hybrid eingesetzt: Mitte 2012 waren insgesamt 18 Hybridbusse im Einsatz. Zudem wurde 2015 ein Elektrobus Solaris Urbino 12 electric beschafft.
2016 wurde zum Test ein Mercedes-Benz CapaCity L auf den Linien 61 und 62 eingesetzt. Die DVB entschieden daraufhin, weitere zehn Fahrzeuge der viertürigen Variante zu beschaffen. Der Fuhrpark an CapaCity L Bussen wurde im Jahr 2022 um 16 weitere Fahrzeuge erweitert. Der aktuelle Fahrzeugbestand umfasst 28 Busse. In den ersten Jahren waren die Busse vor allem auf der Linie 62 im Einsatz. Heute werden diese zusätzlich auf der 64 eingesetzt und sind gelegentlich auch auf anderen Nachfrage starken Linien im Einsatz.
Am 6. Juli 2019 wurde die Buslinie 75 durch das Dresdner Stadtzentrum nach Cossebaude durchgebunden: Damit entfiel die Buslinie 94. Seit dem 6. September 2021 verkehrt die Linie durchgängig zwischen Cossebaude und Leubnitz im 10-Minuten-Takt, sodass sie in die 60er-Systematik aufgenommen wurde und seitdem mit der Liniennummer 68 verkehrt. Diese Linie wird zusammen mit der Linie 81 fast ausschließlich mit Elektro-Batteriebussen betrieben, dafür ist an mindestens einem der Endpunkte ein Aufladen der Batterie nötig.
Am 1. Januar 2022 ging im Dresdner Norden und dem angrenzenden Umland ein neues Busnetz in Betrieb. Die Buslinie 78 verbindet seitdem Ottendorf-Okrilla und Radeberg mit Dresden-Klotzsche und die Buslinie 77 wurde zum Industriegebiet Nord und nach Marsdorf verlängert.

### Verein „Historische Kraftfahrzeuge des Dresdner Nahverkehrs e.V.“
Der Verein „Historische Kraftfahrzeuge des Dresdner Nahverkehrs e. V.“ mit seinen etwa 40 Vereinsmitgliedern engagiert sich seit 2002 für den Erhalt historischer Busse sowie historischer Wirtschaftsfahrzeuge der Dresdner Verkehrsbetriebe AG. Dazu gehören die Wartung und Pflege der Fahrzeuge und Reparatur- und Restaurierungsarbeiten. Zu Oldtimertreffen und öffentlichen Veranstaltungen werden die Fahrzeuge präsentiert und stehen auch für exklusive Sonderfahrten zur Verfügung.
Folgende Busse befinden sich mit Stand Ende 2019 im Bestand des Vereins:
- Stadtlinienbus Büssing NAG 900 N, Baujahr 1938
- Stadtlinienbus IFA H6B/S, Baujahr 1956
- Stadtlinienbus Ikarus 66.62, Baujahr 1972
- Stadtlinienbus Ikarus 260.02, Baujahr 1988
- Stadtlinien-Standardbus II Mercedes-Benz O 405, Baujahr 1990
- Omnibusanhänger LOWA W701, gebaut in den 1950er Jahren